# تاريخ نظرية الكهرطيسية
تاريخ نظرية الكهرطيسية (بما في ذلك استخدامه)، يعود إلى أكثر من 2000 سنة، وانظر التسلسل الزمني لنظرية الكهرطيسية [الإنجليزية]. كان القدماء ملمين بتأثير كهرباء الغلاف الجوي، ولا سيما البرق التي هي بشكل عام كالعواصف الرعدية في مناطق خطوط العرض الجنوبية، وكان لديهم أيضا إلمام بنار سانت إلمو. ومع ذلك فلديهم القليل المعلومات حول الكهرباء، ولم يتمكنوا من تفسير تلك الظواهر علميا. لا يمكن التعامل مع الكهربائية إلا سويا مع المغناطيسية لأن كليهما يظهران معا. أينما توجد الكهرباء فإن المغناطيسية تكون معها. فقد لوحظت كلا من ظاهرتي المغناطيسية والكهرباء في زمن مبكر من «تاريخ وجودهما»، ولكن لم يفسرا حسب الفهم المعاصر إلى أن طورت فكرة الحث المغناطيسي والشحنة الكهربائية.

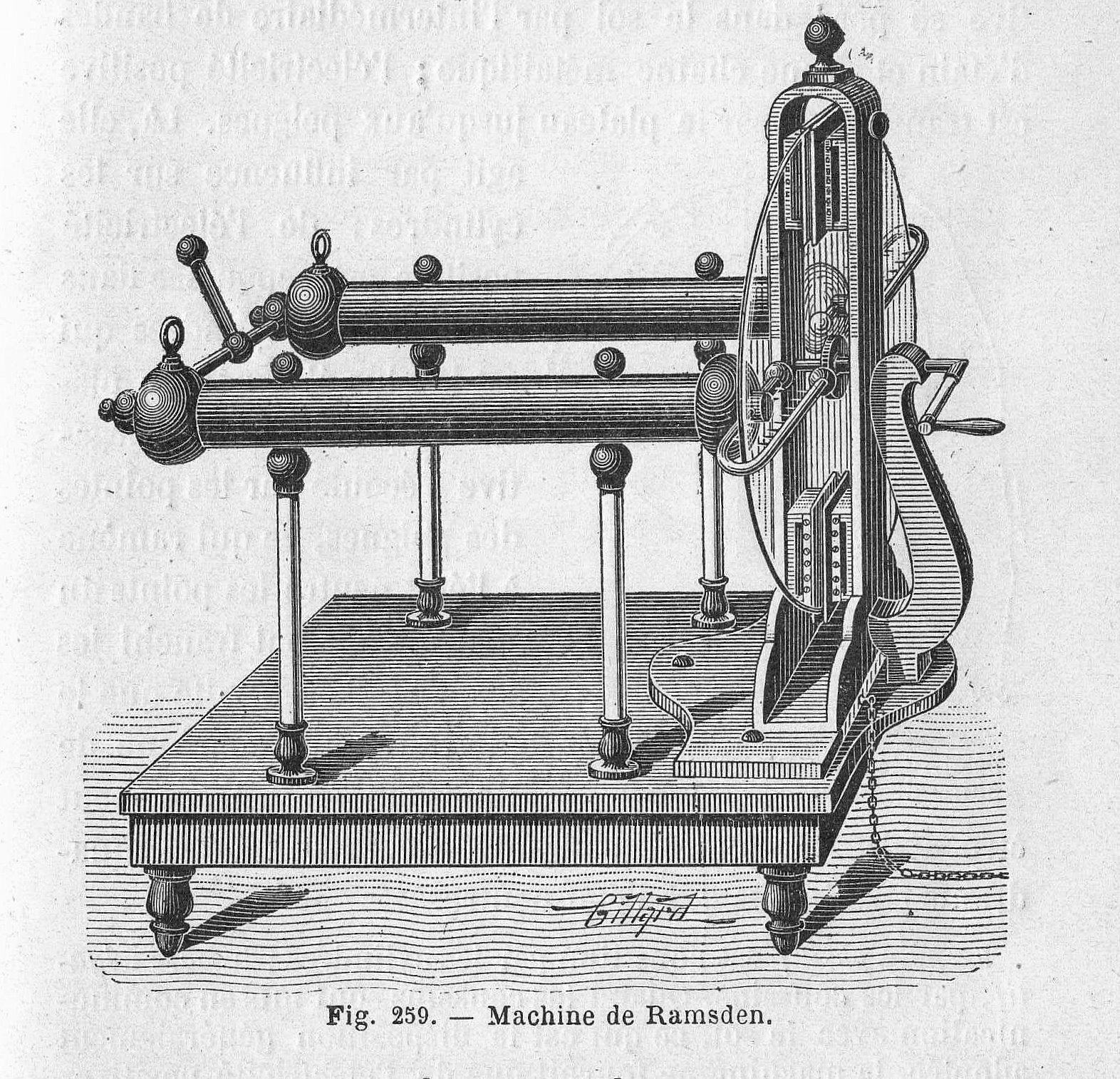
مخطوطة آلة كهرطيسية

## التاريخ القديم
يعود تاريخ المعرفة بالكهرباء الساكنة إلى أقدم الحضارات، فظلت لآلاف السنين مجرد ظاهرة مثيرة للاهتمام ومحيرة، وبدون أي نظرية لتفسير هذا السلوك، فكثيرا ما اختلط بالفهم مع المغناطيسية. وقد تعرف القدماء على خصائص أخرى غريبة يمتلكها معدنين وهما: الكهرمان والمغناطيس الخام. فالكهرمان عندما يفرك فإنه يجذب الأجسام اللطيفة؛ أما مغناطيس الحديد الخام فله القدرة على جذب الحديد.

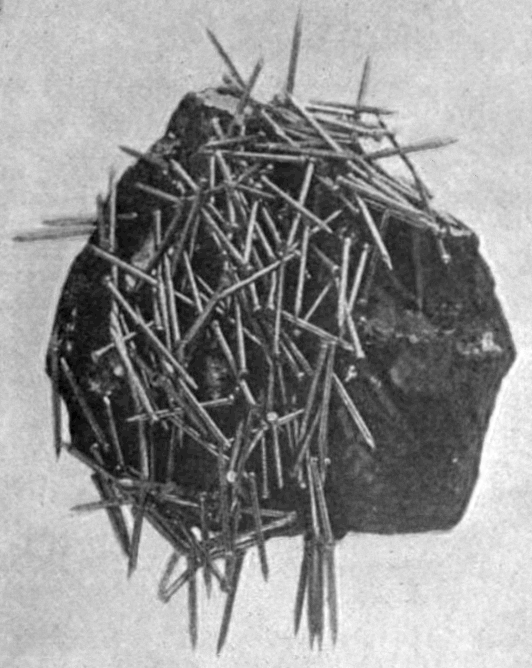
اكتشاف خاصية المغناطيس.
اكتشف المغناطيس لأول مرة بالحالة الطبيعية؛ وقد اكتشفت بعض أكاسيد الحديد في أنحاء مختلفة من العالم، ولا سيما في مغنيسيا في آسيا الصغرى، حيث كانت لها خاصية جذب قطع الحديد الصغيرة كما تظهر الصورة.

اقترح العالم الفلكي الأمريكي جون كارلسون -استنادا على وجوده لقطعة أثرية من حجر الدم في أولمك أمريكا الوسطى- : بأن شعب الأولمك قد اكتشف واستخدم حجر المغنتيت كبوصلة مغناطيسية أرضية بزمن 1000 ق.م. فإن صدق فإنه قد سبق الاكتشاف الصيني لحجر المغنتيت كبوصلة مغناطيسية بألف سنة. خمن كارلسون بأن الأولمك قد قطع أثرية مشابهة وذلك لاستخدامها كجهاز توجيه للأغراض الفلكية أو للاستخدام في ضرب الرمل أو لتوجيه معابدهم أو مساكنهم أو حتى لدفن الموتى. في الأدب الصيني القديم فإن الإشارة إلى المغناطيسية بدأ في القرن الرابع ق.م خلال كتاب سمي بسيد وادي الشيطان (鬼谷子): «حجر المغناطيس يجعل الحديد يأتي إليه أو يجذبه».
كان اكتشاف الكهرمان والمواد الأخرى الشبيهة له في العصور القديمة أعطى فكرة أن إنسان ماقبل التاريخ ربما قد ادركها وفهمها. وذلك بأن تفرك مصادفة مع الجلود التي كان يلبسها مما تنجذب إلى الراتنج وبالتالي يتكهرب من الفراء الخفيف بطريقة تجعله ينتبه إلى ذلك. ما بين تلك الملاحظات المجردة للحقيقة، يبقى أن أي استنباط منها يكون قد مرت عليها فترات طويلة جدا، ولكن في الآخر أتى الوقت الذي بدا ينظر إلى الكهرمان على أنه مادة جماد غريبة له إمكانية التأثير أو حتى يعطي لنفسه أشياء أخرى؛ وهذا واضح على قدرته الذاتية وليس من خلال أي آلية مرتبطة به أو وسيلة اتصال ممتدة إليه؛ فقد كان من المسلم به وبشكل مختصر أن بإمكان الطبيعة أن تعطينا أشياء جامدة ولكن تظهر بها سمة الحياة.

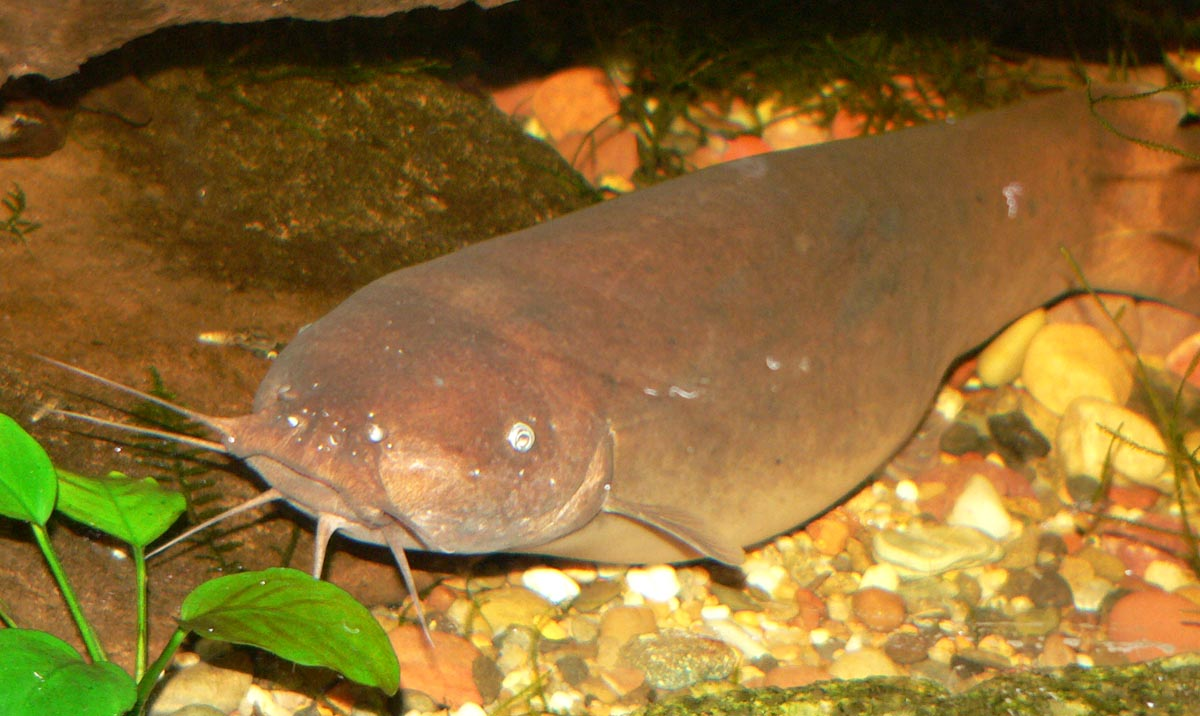
سمك السلور الكهربائي اكتشف في أفريقيا الاستوائية وفي نهر النيل.

قبل ظهور علوم الكهرطيسية بوقت طويل، كان الناس يعلمون وبشكل مبسط بالآثار الناتجة من الكهرباء، فالبرق والأشكال الأخرى من الكهرباء معروفة لدى فلاسفة العصور القديمة، ولكن الاعتقاد لديهم لم يكن أبعد من أن هذه المظاهر لها أصل مشترك. فكان الناس في مصر القديمة لهم اطلاع بالصدمات عند التعامل مع الأسماك الكهربائية (مثل سمك السلور الكهربائي) أو غيرها من الحيوانات (مثل ثعابين كهربائية). كانت صدمات تلك الحيوانات واضحة للمراقبين منذ أقدم الأزمان ومن مجموعات مختلفة من الشعوب التي كانت على احتكاك مباشر بها. أشارت مخطوطات الفرعونية من القرن 28 ق.م إلى تلك الأسماك بأنها «مرعدة النيل» ونظروا إليها على أنها حامية الأسماك الأخرى. ربما الأقدم وأقرب اسناد اكتشاف تطابق البرق مع الكهرباء من أي مصدر آخر كان إلى العرب الذين استعملوا كلمة البرق للإشارة إلى سمك الشفنين.
حسب مادونه طاليس في القرن السادس قبل الميلاد، قائلا بأن الإغريق القدماء قد لاحظوا شكل من الكهرباء يجذب الأشياء البسيطة في حالة فرك الفرو بعدة مواد كالكهرمان. وكتب أيضا بأن هذا التأثير عرف باسم الكهرباء الساكنة. ولاحظ الإغريق أيضا أنه بإمكان حبات الكهرمان جذب الأشياء الخفيفة مثل الشعر وإذا ماتم فرك الكهرمان لفترة طويلة فإنه قد ينتج منه خروج شرارة. كان الاعتقاد في ذلك الوقت في الخيمياء والفلسفة الطبيعية بوجود وسط من الأثير وهي مادة تملأ فراغ الكون أو الوسط المحيط.
وتم ذكر تلك الظواهر الكهروستاتيكية مرة أخرى بعد ذلك بألف سنة، فذكرها العلماء الرومان والعلماء العرب وأطبائهم. بعض الكتاب القدماء مثل بليني وسكريبونيوس لارجوس [الإنجليزية]، يشهد على تأثير الذهول من الصدمات الكهربائية التي يلقيها سمك السلور الكهربائي والشفنين. كتب بليني في مؤلفاته مايلي: «إن التوسكانيين القدماء بما تعلموه بأن هناك تسعة آلهة ترسل البرق باستمرار وهؤلاء من 11 إله.» عموما كانت تلك فكرة وثنية مبكرة عن البرق وظل هؤلاء القدماء محافظين على نظرية أن الصدمة قد تمر خلال الأجسام المتصلة. وقد وجهت تلك الصدمات الكهربائية للمرضى الذين يعانون من الأمراض المزمنة مثل النقرس أو الصداع على أمل أن صدمة قوية قد تعالجهم.

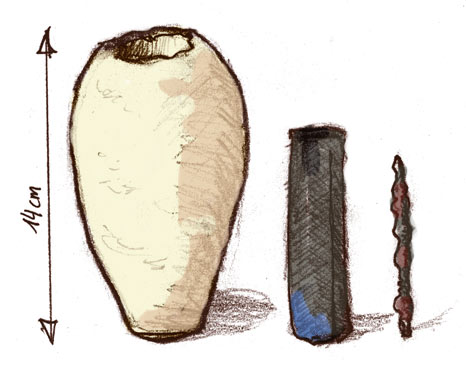
رسم تشبيهي لبطارية بغداد

في سنة 1938 اكتشفت بعض القطع في العراق التي تعود إلى القرون الميلادية الآولى (زمن البارثيون أو الساسانيون وتسمى أشورستان) وقد أطلق عليها اسم بطارية بغداد، وتمثل خلية جلفانية ويعتقد بأنها استخدمت في عملية الطلاء الكهربائي. وقد كانت تلك الأقوال محل خلاف وجدل بسبب الأدلة المدعومة والنظريات عن استخدامات تلك القطع الأثرية. وتلك الأدلة المادية على هذه القطع مواتية لأداء الوظائف الكهربائية، وإذا كانت الكهرباء في الطبيعة. ونتيجة لطبيعة هذه القطع تقوم على التخمين [الإنجليزية] لذلك فوظيفة هذه القطع الأثرية لا تزال محل شك.

## العصور الوسطى وعصر النهضة
أدت محاولة تفسير الجذب المغناطيسي إلى أول هجوم للعقل البشري على الخرافات وفلسفتها. فبعد مرور قرون من الزمان، بدأ ادراك جديد يظهر حول قطبية المغناطيس، أو حول ظهور الآثار المعاكسة على طرفيها؛ ثم أتى أول استخدام للمعارف المكتسبة كما في البوصلة البحرية التي قادت إلى الاكتشافات في العالم الجديد، مما رمى بشكل واسع جميع بوابات التجارة القديمة وحضارتها.

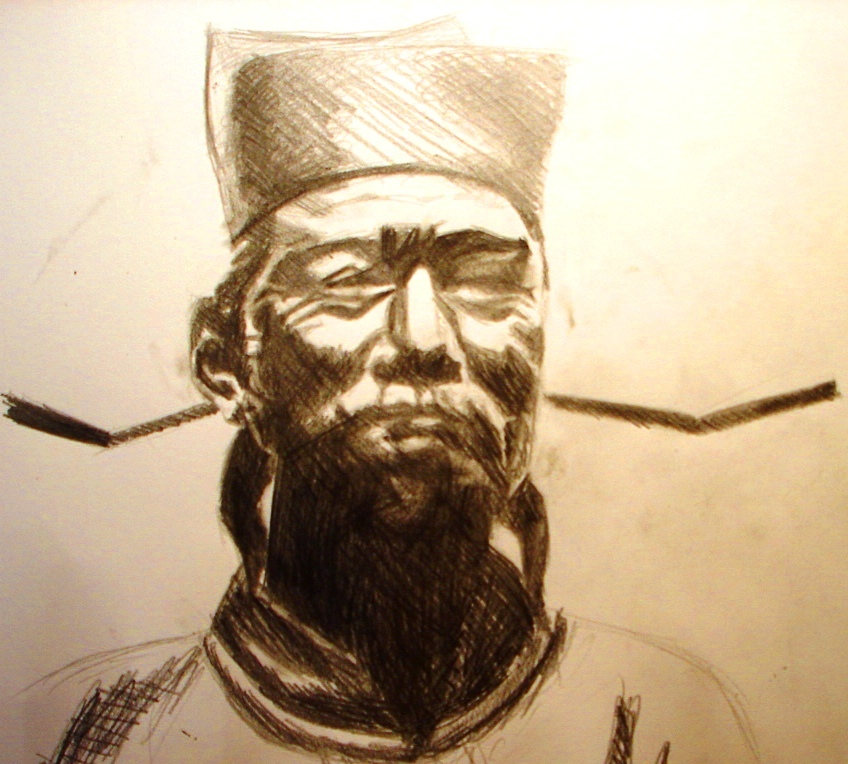
كتب شين كو مقالات حلم غدير الماء (夢溪筆談); وقد كان شين هو أول من وصف البوصلة المغناطيسية.

ففي القرن الحادي عشر ظهر العالم الصيني شن كو (1031-1095)، الذي كان أول شخص يكتب عن الإبرة المغناطيسية البوصلة وهذا ساعد على تطوير دقة الملاحة بواسطة ادخال المفاهيم الفلكية للشمال الحقيقي [الإنجليزية]، ولم يمض القرن الثاني عشر إلا وكان الصينيون يعرفون كيف يستخدمون حجر المغناطيس كبوصلة للملاحة.
كانت المغناطيسية أحد العلوم القلائل التي تقدمت في قرون أوروبا الوسطى؛ ففي القرن الثالث عشر قدم أحد أهالي مقاطعة بيكاردي واسمه بيتر بريجرينوس اكتشافا ذو أهمية أساسية. وقد أجرى هذا الباحث الفرنسي تجارب على المغناطيسية وكتب أول أطروحة موجودة إلى الآن تصف خصائص المغناطيس وتمحور إبرة البوصلة. وفي حوالي سنة 1300 اخترع الإيطالي فلافيو جيوجا البوصلة الجافة.
وفي سنة 1550 كتب الفيزيائي الإيطالي جيرولامو كاردانو عن الكهرباء في مؤلفه المسمى De Subtilitate وميز فيه لأول مرة ما بين القوى المغناطيسية والكهربية. ووصولا إلى أواخر القرن السادس عشر، حيث أظهر طبيب البلاط الفيكتوري وليام جيلبرت كتابه دي ماجنت (بالإنجليزية: De Magnete)‏ والذي توسع في عمل كاردانو وأنشأ من اللاتينية كلمة إلكتريكوس (باللاتينية: electricus) المستمدة من الإغريقية ἤλεκτρον (إلكترون) وتعني الكهرمان. قام جيلبرت بالعديد من التجارب الكهربائية الدقيقة، ففي سياقها اكتشف أن هناك العديد من المواد الأخرى غير الكهرمان لها القدرة على إظهار الخصائص الكهربائية مثل الكبريت والشمع والزجاج الخ. واكتشف جلبرت أيضا أن الكهرباء تضيع عند تسخين الأجسام وكذلك الرطوبة التي تحول دون كهربة الأجسام كلها، ويرجع ذلك إلى الحقيقة المعروفة الآن بأن الرطوبة تضعف عزل تلك الأجسام. كما لاحظ بأن كهربة أجسام معينة قد تجذب أجسام أخرى بشكل عشوائي، في حين أن المغناطيس يجذب الحديد فقط. الاكتشافات العديدة لجلبرت حول الكهرطيسية أعطته لقب مؤسس علم الكهرباء. أما أول من استخدم كلمة كهرباء (بالإنجليزية: electricity)‏ فهو السير توماس براون في مؤلفه المسمى Pseudodoxia Epidemica لسنة 1646.

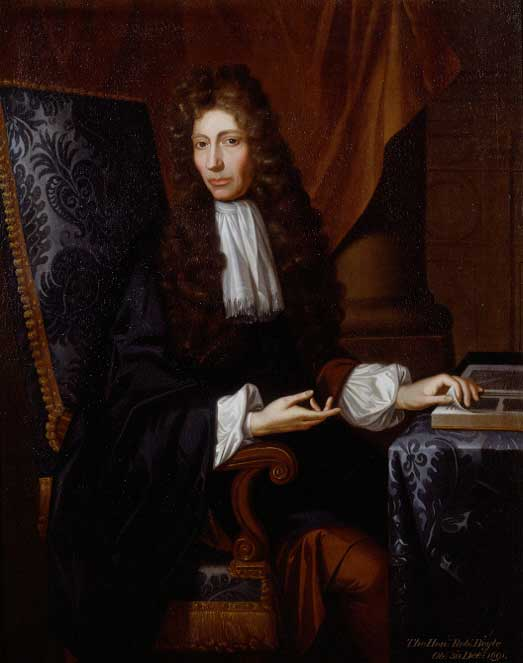
روبرت بويل.

أحد الرواد في هذا المجال كان فيلسوف الطبيعيات روبرت بويل الذي هو الأب الروحي للكيمياء، وأحد الذين أنشئوا الجمعية الملكية وكانت تعقد اجتماعاتها الخاصة في أوكسفورد، ثم أصبح عضوا بالمجلس بعد أن ادمجها الملك تشارلز الثاني. وقد عمل بشكل متقطع في العلم الجديد المسمى كهرباء وأضاف بعض الأجسام إلى قائمة جيلبرت. وقد ترك وصفا تفصيليا لأبحاثه في كتاب أسماه تجارب على أصل الكهرباء. وفي سنة 1675 أعلن أن عمليتي الجذب والتنافر الكهربائي يمكن أن يحدثا في الفراغ. وأحد اكتشافاته المهمة أن الأجسام المكهربة يمكنها جذب المواد الخفيفة في الفراغ، وهذا يدل على أن تأثير الكهرباء لا يعتمد على الهواء كوسط. وقد أضاف الراتنج إلى قائمة المواد المكهربة المعروفة آنذاك.
وكان ذلك أتى بعد جوريك أوتوفون الذي اخترع مولد كهروستاتيكا بدائي في 1660. وبحلول نهاية القرن 17 طور الباحثون وسائل عملية توليد الكهرباء بواسطة الاحتكاك في مولد كهروستاتيكي، لكن تطوير آلات الكهرباء لم تبدأ بشكل جدي حتى القرن 18 عندما أصبحت تلك الأدوات أساسية في الدراسة حول علم الكهرباء الجديد.

## القرن 18

### تطوير الآلات الكهربائية

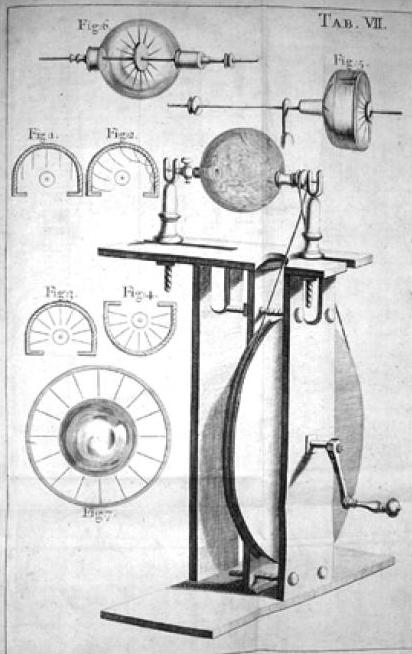
مولد صنعه فرانسيس هاكسبي.

تطورت الآلة الكهربية بعد ذلك بفضل كلا من فرانسيس هاكسبي وليتزندورف والبروفسور جورج ماتياس بوس، وكان ذلك حوالي 1750. فاستبدل ليتزندورف الكرة الزجاجية لكرة جوريك الكبريتية. وكان بوس أول من أدخل الموصل الرئيسي لتلك الآلات، والذي يتكون من قضيب حديد يمسكه شخص يكون معزولا بوقوفه على قطعة من الراتنج. واخترع يان إينخنهاوسز سنة 1746 آلة كهربائية مصنوعة من لوحة زجاجية. وقد ساعد اكتشاف خواص الزجاج إلى حد كبير في تطوير التجارب على الآلات الكهربائية، فعندما تغطى كلا طرفيها بورق القصدير تتراكم شحنة الكهرباء عند اتصالها مع مصدر لقوة كهربائية دافعة. ثم جاء اندرو جوردون [الإنجليزية] الإسكتلندي وطور بشكل أفضل تلك المحركات الكهربائية واستبدل اسطوانة الزجاج بالكرة الزجاجية، ثم أضاف جيسنج لايبزغ مطاط يحتوي على وسادة من مادة الصوف. ثم جاء بنجامين ويلسون سنة 1746 وأضاف إلى الجهاز المجمع الذي يحتوي على سلسلة من النقاط المعدنية، وفي سنة 1762 طور جون كانتون من كفاءة الأجهزة الكهربائية وذلك برش مزيج من القصدير على سطح المطاط.

### الكهرباء وغير الكهرباء
أجرى ستيفن غراي سلسلة من التجارب التي أثبتت بوجود فرق بين الموصلات وغير الموصلات (عوازل)، وتبين خلالها أن السلك المعدني أو الحزمة منها هي من الموصلات للكهرباء، ففي إحدى تجاربه ارسل تيار كهرباء لمسافة 800 قدم خلال ربطة من حبل القنب (الخيش) ولكنها تتوقف عند حلقات خيوط الحرير، فعندما أعاد التجربة وغير من الحرير بأسلاك نحاسية، وجد أن التيار الكهربي لم يعد محمولا في أنحاء حبل القنب ولكنه تلاشي في أسلاك النحاس. فاستنتج من تلك التجربة أن المواد تصنف إلى صنفين: «كهربائية» مثل الزجاج والراتنج والحرير، و«غير كهربائية» مثل المعدن والماء. فالكهربائية هي التي توصل الشحنة بينما غير الكهربائية هي التي توقف الشحنة.

### زجاجي وراتنجي
في سنة 1732 بدأ شارل دو فاي المفتون بنتائج غراي بإجراء العديد من التجارب. فخلص في الآولى بأن جميع الأشياء هي مكهربة بالاحتكاك، عدا المعادن والحيوانات والسوائل فهي تتكهرب عن طريق الآلة الكهربائية، وبالتالي فقد فشل تصنيف غراي حول المواد الكهربائية وغير الكهربائية
اكتشف دو فاي وهاوكسبي كلا على حدة بما يعتقد بأن هناك نوعين من كهرباء الاحتكاك؛ الآولى ناتجة من فرك الزجاج، والأخرى من فرك الراتنج. ففي سنة 1700 الإنجليزي فرنسيس هوكسبي في توليد الضوء الكهربي لأول مرة حيث افرغ كرة زجاجية من الهواء وأدارها بسرعة كبيرة وهو يدلكها بيده فانبعث منها ضوء خافت. وعلى ضوء ذلك أخرج دو فاي نظريته القائلة بأن الكهرباء تتكون من سائلين كهربائيين: «زجاجي» و«راتنجي»، ينفصلان عند الاحتكاك، ويحيدان بعضهما البعض عند اجتماعهما. وقد ساعدت نظرية السائلين تلك على ظهور مفهوم «الموجب» و«السالب» للشحنات الكهربية التي وضعها بنيامين فرانكلين لاحقا.

### قارورة ليدن
قارورة ليدن وهي نوع من المكثفات الكهربائية للطاقة وقد اخترعها منفردا كلا من القسيس الألماني إيفالد يورجن فون كلايست في 11 أكتوبر 1744 وبيتر فان موشنروك الذي تمكن لاحقا من تصميم الجهاز في 1745-46 في جامعة ليدن (وقد سمي الجهاز باسم مدينة ليدن مسقط رأس موشنروك). فعندما عمل وليام واتسون تجربته باستخدام تلك الجرة سنة 1747 اكتشف أن تفريغ الكهرباء الساكنة يعادل التيار الكهربائي. فقد توفرت الخاصية السعوية منذ تلك اللحظة ولسنوات عديدة في المكثفات الكهربائية، فقد كان فون كلايست أول من لاحظها بالصدفة سنة 1745. وذلك بأن وضع قارورة صغيرة مملوءة بالماء، ويبرز من فوهة القارورة قضيب معدني ينتهي بمقبض، فإذا ما شحن هذا المكثف بالكهرباء التي تولدها الآلة الكهربية فإنه يظل محتفظاً بها، وقد لمس القضيب بطريق الصدفة فتلقى صدمة كهربائية عنيفة. وقد حصل نفس الشيء لبيتر فان موشنروك، حيث تلقى عدة صدمات كهربائية من عدة قوارير مشابهة. ثم طور ويليام واتسون هذا الجهاز بشكل كبير، وذلك بتغطية القارورة من الداخل والخارج بورق القصدير. وقد أسمى نوليت [الإنجليزية] تلك القطعة الكهربائية بقارورة ليدن نسبة إلى مكان اكتشافها.
في سنة 1741 اقترح جون اليكوت لقياس قوة الكهرباء «عن طريق القدرة لرفع وزن ما في طرف مسطرة ميزان ويحتفظ الطرف الآخر بجسم مكهرب ثم يُسحب إليها بقوتها الجاذبة». وقد سبق وأن أشار ويليام واتسون إليها خلال إجراءه العديد من التجارب حولها، ففي حوالى 1749 وفي تجارب للتأكد من سرعة الكهرباء داخل الأسلاك وهي تجارب لم يكن يقصدها لكنها أثبتت بإمكانية نقل الإشارات إلى أماكن أخرى عن طريق الكهرباء. واستخدم في تلك التجربة سلك معزول طوله 12,276 قدم، وكان يعمل على إرسال إشارة من طرف السلك بحيث تظهر في نفس الوقت للمراقبين في الطرف الآخر. وقد عمل لومونييه تجارب مشابهة نوعا ما لتلك في السابق بفرنسا وذلك بارسال صدمات كهربائية خلال أسلاك حديد طولها 1319 قدم.
كانت أول التجارب في العلاج الكهربائي قد تمت سنة 1750. وقد حاول المجربون عمل اختبارات عديدة للتأكد من التأثيرات الفسيولوجية والعلاجية للكهرباء. وقبلها في ادنبرة درس دمينبراي تأثير الكهرباء على النباتات سنة 1746 وخلص إلى أن تسارع نمو اثنين من أشجار الآس عند تعريضها للكهرباء، «وقد عرضها للكهرباء كامل شهر أكتوبر من نفس السنة، فظهرت عليها الفروع وازهار بفترة أسرع من الشجيرات الأخرى التي هي من نفس النوع ولم تتعرض للكهرباء». وحاول القس مينون من فرنسا الاستمرار في دراسة الآثار المترتبة حول تطبيق الكهرباء على الرجال والطيور، فوجد أن الذين خضعوا للكهرباء قد فقدوا أوزانهم، وبالتالي بدا ظاهرا أن الكهرباء سريعة التفريغ. أما نتائج اختبارات فعالية الصدمات الكهربائية على حالات الشلل في مستشفى بمقاطعة شروسبوري الإنجليزية لم تكن له سوى نجاحات هزيلة.

### أواخر القرن 18

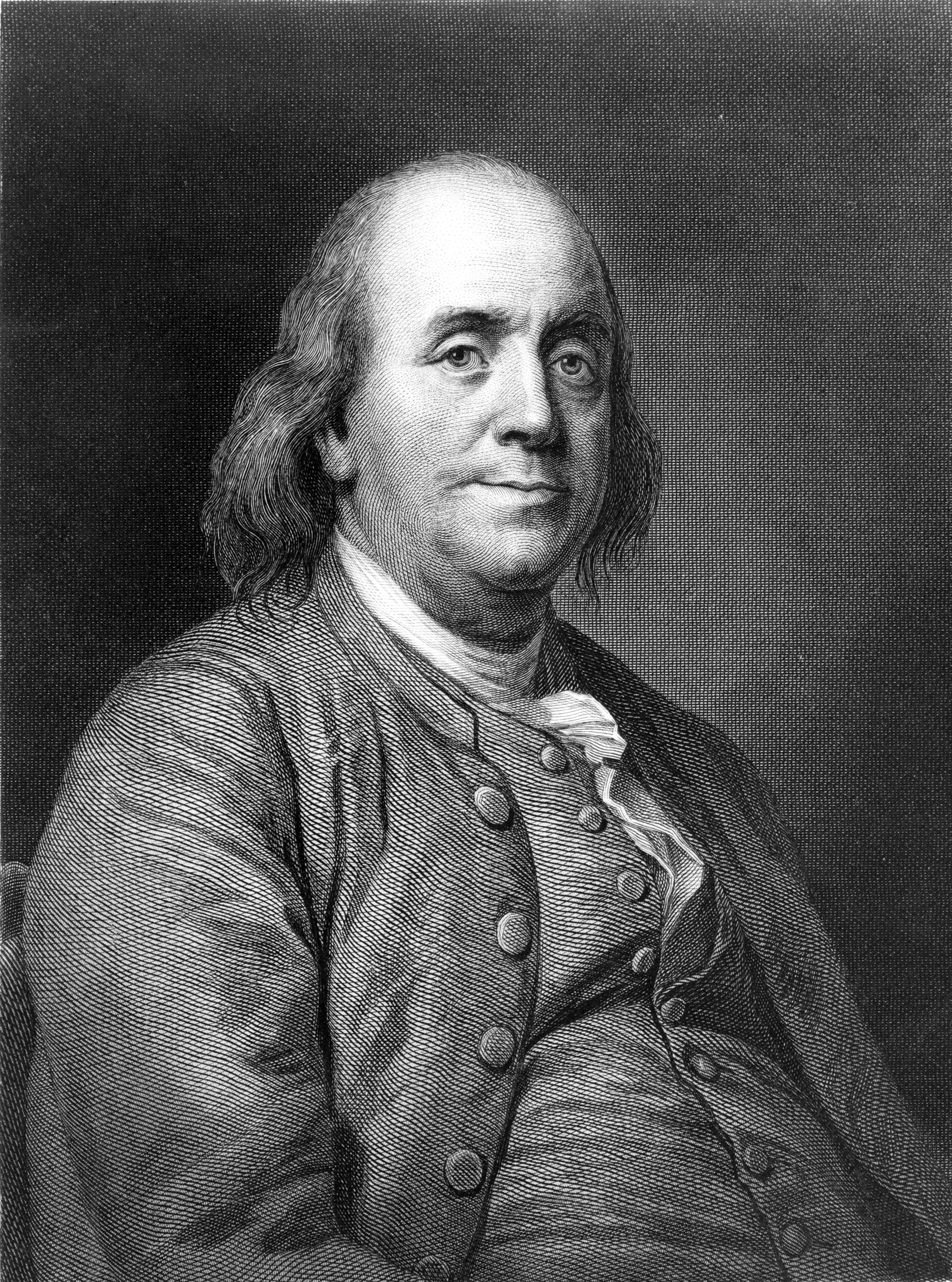
بنجامين فرانكلين

كثيرا ما يتم الخلط في بنيامين فرانكلين كشخصية لامعة في مجال الكهرباء. فقد نال كلا من وليام واتسون وبنيامين فرانكلين حصتهما في اكتشاف إمكانيات الكهرباء. فبنجامين فرانكلين عزز من استقصاءاته ونظرياته في الكهرباء من خلال تجربته الطيارة والمفتاح سنة 1752، فقد أطلق في الفضاء قبيل اقتراب العاصفة طائرة ورقية مصنوعة من الحرير لها طرف معدني، وبلل الخيط الممسك بها حتى يزيد من قدرته على توصيل الكهرباء. وبينما قبض على الخيط بإحدى يديه، أخذ يدلك الخيط بمفتاح حديدي أمسكه بيده الأخرى. وحدث ما توقعه: فقد تطاير الشرر بين الخيط المبلل بالماء والمفتاح الحديدي، وقد أثبت تلك التجربة أن هناك علاقة بين البرق والكهرباء. وقد الهمته تلك التجارب باختراع مانعة الصواعق. وإن كان لم يعرف بالتحديد من هو صاحب فكرة الكهرباء الإيجابية والسلبية، فهي ما بين فرانكلين (متواتر بشكل أكثر) أو ابنيزر كنرسلي من فيلادلفيا (الأقل تواترا).
كانت النظريات عن طبيعة الكهرباء في تلك الفترة غامضة جدا، وكذلك كانت النظريات السائدة متناقضة نوعا ما. وقد اعتقد فرانكلين أن الكهرباء هو سائل غير قابل للوزن أو القياس ويتخلل كل شيء، ويكون في الحالة الطبيعية متوزع بشكل موحد على جميع المواد. وقد افترض أن سبب المظاهر الكهربائية التي تحدث جراء فرك الزجاج هو إنتاج فائض من السوائل الكهربائية في تلك المادة، وكذلك المظاهر التي تنتج من فرك الشمع سببها نقص في نفس السائل. وقد اصطدمت تلك النظرية «بنظرية السائلين» لصاحبها شارل دو فاي سنة 1733. فنظرية دو فاي ترى أن كهرباء الزجاجي والراتنجي هما سائلين غير قابلين للوزن أو القياس، ويتكون كل سائل كهربائي من جسيمات طاردة بالتبادل مع جسيمات القوس الكهربائي المعاكس الجاذبة. فعندما يتوحد كلا السائلين بسبب جاذبية بعضهما البعض فسينعدم تأثير ذلك على الأجسام الخارجية. ففرك جسم ما يسبب بتحلل أحد السائلين وسيكون فائضا على الجسم مما يظهر نفسه على أنه إما كهرباء زجاجي أو راتينجي.
في ذلك الوقت من تجربة فرانكلين التاريخية على طائرة ورقية، فإن معرفة الكهرباء قد تطورت بالفرك وبالآلات الكهربائية (كهرباء الاحتكاك)، لكن حالة البرق لم تبرهن بعد. وقد اقترح كلا من الدكتور وال وأبوت نوليت وهاوكسبي وجراي وونكلر بوجود تشابه فعلي بين ظاهرتي «الكهرباء» و«البرق»، فقد ألمح غراي بأنهما يختلفان فقط في المرتبة. ومما لا شك فيه أن فرانكلين هو أول من قرر عمل اختبارات لتحديد التشابه بين تلك الظاهرتين. فقد أشار فرانكلين إلى تجربة طائرته الورقية في رسالته إلى بيتر كوملسون في لندن يوم 19 أكتوبر 1752 قائلا:«في تلك النقطة قد تشحن قارورة ليدن؛ مما ينتج منها نار كهربائية وبالتالي فزيادة نشاطها قد يؤججها، وتتكون جميع التجارب الكهربائية الأخرى عن طريق فرك كرة زجاجية أو انبوب، وبتلك الطريقة يظهر جليا التشابه بين حالتي الكهرباء والبرق». فقد حصل داليبارد في مارلي بالقرب من باريس يوم 10 مايو 1742 على نتائج مماثلة لتلك التي سجلها فرانكلين، وذلك بتثبيت قضيب حديدي طوله 40 قدما بشكل عمودي. فإن كانت تجربته سابقة لزمن تجربة فرانكلين، لكن أهمية برهان فرانكلين في التشابه بين كهرباء الاحتكاك والبرق قد اعطت نكهة ودفعة قوية لجهود أصحاب التجارب في هذا المجال في فترة النصف الآخر من القرن الثامن عشر للمضي قدما في تطوير هذا المجال من العلوم.
ساعدت ملاحظات فرانكلين العلماء الذين أتوا لاحقا أمثال مايكل فاراداي ولويجي جالفاني وألساندرو فولتا وأندري ماري أمبير وجورج سيمون أوم والذين كانت أعمالهم هي الأساس لتقنية الكهرباء الحديثة. ولاقت أعمال كل من فاراداي وفولتا وأمبير وأوم التقدير والاحترام من المجتمع، وذلك بأن سميت بأسمائهم وحدات القياس الأساسية الكهربائية. بالإضافة إلى أن آخرون قد طوروا حقل المعرفة بمن فيهم واتسون وبوز وسميتون ولومونكر وديروماس وجالبرت وبكاريا وكافالو وجون كانتون وروبرت سيمر وغيرهم الكثير. وكان هنري إيليس من أوائل الذين اقترحوا بوجود ارتباط بين الكهرباء والمغناطيسية. فقد ادعى سنة 1757 أنه قد خاطب الجمعية الملكية في 1755 حول وجود صلة بين الكهرباء والمغناطيسية، مؤكدا ان «هناك أشياء في قوة مغناطيسية مشابهة جدا لتلك الموجودة في الكهرباء» لكنه «لا يعتقد بأي حال من الأحوال بأنهما نفس الشيء». ثم ادعى أيضا في 1760 بأنه في سنة 1750 كان أول «من فكر في كيفية ان تكون النار الكهربائية هي سبب ظهور الرعد». ومن بين أكثر التجارب والأبحاث الكهربائية أهمية في هذه الفترة كانت من فرانز أيبينوس الباحث الألماني الشهير (1724-1802) وهنري كافيندش من لندن، انكلترا.
نال أيبينوس الفخر في أنه أول من صور مشهد العلاقة المتبادلة بين الكهرباء والمغناطيسية. في كتابه "Tentamen Theoria Electricitatis et Magnetism" المطبوع في سان بطرسبورغ سنة 1759. بحيث اعطي شرح مسهب لنظرية فرانكلين، ومن ميزاته الشكل المحسوس حسب وجهات النظر الحديثة: «تطرد جزيئات السائل الكهربائي بعضها البعض، وتجذب وتجذبها جسيمات من جميع الأجسام بقوة تقل عند زيادة المسافة؛ فالسائل الكهربائي موجود في مسام الأجسام ويتحرك بسهولة خلال موصلات غير الكهربائية ولكن حركته صعبة في العوازل، ويحدث ظهور الكهرباء بسبب عدم المساواة في توزيع هذا السائل في الجسم أو مقاربة أجسام غير متكافئة الشحنة مع السائل». صاغ أيبينوس نظرية مشابهة للنظرية المغناطيسية باستثناء ما قال أن تلك السوائل تعمل في جزيئات الحديد فقط عند حدوث الظاهرة المغنطيسية. وقد قدم أيبينوس عددا من التجارب الكهربائية، ومن بينها تلك التجارب التي تظهر الآثار الكهربائية على التورمالين حيث يتطلب أن تسخن إلى درجة حرارة ما بين 37.5 C° و 100 C°. في الواقع فإن التورمالين هو غير كهربائي عند درجة الحرارة منتظمة، لكن الخصائص الكهربائية تظهر عند ارتفاع أو هبوط في درجة الحرارة. وتسمى الخصائص الكهربائية التي تظهرها البلورات بهذه الطريقة بكهربية حرارية، ومن ضمنها كبريتات الكينون والكوارتز إضافة إلى التورمالين.
لكافنديش تصور مستقل عن نظرية الكهرباء وقريبة الشبه لما عند أيبينوس. وربما كان في سنة 1784 أول من استفاد من شرارة كهربائية لإنتاج انفجار لهيدروجين واوكسجين في نسب المناسبة لإنتاج مياه نقية. وهو نفسه الذي اكتشف كفاءة الحث للعوازل الكهربائية، وفي أوائل 1778 حاول قياس كفاءة الحث المحددة لشمع العسل ومواد أخرى عند مقارنتها مع مكثف الهواء.
في سنة 1784 ابتكر كولوم -والذي سميت باسمه وحدة كمية الكهرباء- الميزان الملتوي التي من خلاله ظهر ما يعرف بقانون كولوم؛ حيث تتناسب القوة المبذولة بين جسمين كهربائيين صغيرين تناسبا عكسيا مع مربع المسافة، ليس عكسيا مع المسافة فقط كما افترض أيبينوس في نظريته عن الكهرباء، وتطابق تقريبا لنظرية كافنديش «الجسيمات تنجذب وتتنافر حسب القوة التي تكون أقل من مكعب المسافة».
مع ظهور الاكتشافات مثل تجارب واتسون وغيرها تبين أنه يمكن للكهرباء أن تنتقل إلى مسافات بعيدة، بدأت فكرة الاستخدام العملي لتلك الظاهرة حوالي سنة 1753، من هؤلاء الأشخاص الفضوليون والمفتونين بها، ولتحقيق غاية كانت تتطلع بتوظيف صناعة الكهرباء في نقل المعلومات الاستخبارية. وربما كانت أول طرق الاستنباط لهذا الغاية هي طريقة بيسيج سنة 1774. حيث تحتوي طريقة التشغيل تلك من 24 سلك معزولة عن بعضها البعض ووضع نهاية كل سلك داخل كرة، ويمثل كل سلك منها حرف أبجدي. ولإرسال الرسائل يشحن السلك المطلوب لحظيا بالكهرباء عن طريق جهاز كهربائي وعندها سينفجر باطن الكرة المتصل بالسلك، وبتلك الطريقة يكون قد تم إرسال الرسائل. وقد جربت وسائل أخرى للإبراق تعمل بكهرباء الاحتكاك.
الكهرباء الوحيدة المعروفة إلى الآن هي الناشئة من الاحتكاك أو الفرك وقد كانت تسمى بكهرباء الاحتكاك. وسنبدأ الآن بالولوج إلى عصر الكهرباء كلفاني أو فلطائي. فقد اكتشف فولتا أنه بالإمكان استخدام التفاعلات الكيميائية لإنشاء أنود موجب شحنة وكاثود سالب الشحنة. فعندما يوضع موصل بينهما فإن فرق الجهد الكهربائي (المعروف أيضا باسم الجهد الكهربائي) سيحرك تيارا بينهما، ويسمى قياس فرق الجهد بين نقطتين بوحدة فولت وذلك اعترافا بجهود فولتا.
وأول ذكر للكهرباء الفولطية وإن لم يعترف بها بعد في ذلك الوقت، كانت عن طريق سولزر [الإنجليزية] سنة 1767، وذلك بأن وضع قرص صغير من الزنك تحت لسانه وقرص آخر من النحاس فوقه، فأحس بطعم متميز عندما تلامست حافتا المعدنين. فافترض سولزر أنه عندما تكون المعادن معا فإنها تؤدي إلى نوع من الارتعاش، وتلك تؤثر على أعصاب اللسان مما ينتج هذا الانطباع. وفي سنة 1790 وعندما كان البروفيسور جالفاني البولوني يجري تجارب على «كهرباء الحيوانية» كما أسماها، تحول انتباهه إلى انكماش عضلة فخذ الضفدع عندما لامستها الكهرباء، فلاحظ أن هناك تشنجات حية وبدون أي سبب جوهري قد خضعت لها عضلات الضفدع المعلقة على حاجز الحديد بخطاف نحاس ومرورا بالعمود، ومع غياب أي آلة كهربائية.
لتفسير تلك الظاهرة افترض جالفاني أن هناك أنواع أخرى من الكهرباء موجودة في أعصاب وعضلات الضفادع؛ فالعضلات والأعصاب شكلت كطلاء مشحون لجرة ليدن. وقد نشر جالفاني نتائج اكتشافاته إضافة إلى فرضياته، والتي جذبت بسرعة اهتمام علماء الفيزياء في ذلك الوقت، وأبرزهم أستاذ الفيزياء في بافيا الكسندر فولتا الذي اعتبر أن النتائج التي لاحظها جالفاني كانت بسبب وجود معدني النحاس والحديد وعملا كمحرك كهربائي وأن عضلات الضفدع لعبت كجزء من الموصل لإستكمال تلك الدائرة. هذا ما أدى إلى جدال بين أتباع تلك الفكرتين المتناقضتين، إحدى المجموعتين اعتنقت فكرة فولتا القائلة أن التيار الكهربائي كان نتيجة لقوة محركة كهربائية لاتصال المعدنين. أما المجموعة الأخرى فقد اعتمدت تعديل فكرة جالفاني وتؤكد بأن التيار كان سببه تقارب أو تشابه كيميائي بين المعادن وأحماض النسيج. وقد كتب مايكل فاراداي في مقدمة أبحاثه التجريبية ردا لمسألة ما إذا كان الاتصال المعدني منتج أو غير منتج لجزء من طاقة الكهرباء للنسيج الفولطائي: لا أرى أي سبب حتى الآن لتغيير الرأي الذي ذكرته؛... لكن النقطة نفسها لها من الأهمية بمكان بحيث أعتزم في أول فرصة تجديد البحث وإذا كنت أستطيع تقديم البراهين إما على هذا الجانب أو الجانب الآخر بحيث لايمكن لأحد انكارها.
ومع ذلك فحتى فاراداي نفسه لم يتمكن من حل تلك الخلافات، ومع ما مر من تعديلات على آراء كلا الجانبين في هذه المسألة، إلا أنه لا تزال تبرز تحقيقات واكتشافات تطالب إلى يومنا هذا بالتنوع في الرأي حول هذه النقاط. فقد عمل فولتا عدة تجارب لدعم وتطوير نظريته والتي هي بالأساس تطوير التفاعل أو البطارية التي كان مقدمة لجميع البطاريات الكيميائية لاحقة، وامتلكت الجدارة المتميزة لكونها الوسيلة الأولى التي يتم من خلالها الحصول على الكهرباء ولفترات طويلة متواصلة. ونقل فولتا تصوره لشكل البطارية إلى الجمعية الملكية في لندن، وبعد ذلك بفترة قصيرة تمكن نيكلسون وكافنديش (1780) من إنتاج تحلل للماء بواسطة التيار الكهربائي وذلك باستخدام بطارية فولتا باعتبارها مصدرا للقوة المحركة الكهربائية.

## القرن 19

### أوائل القرن

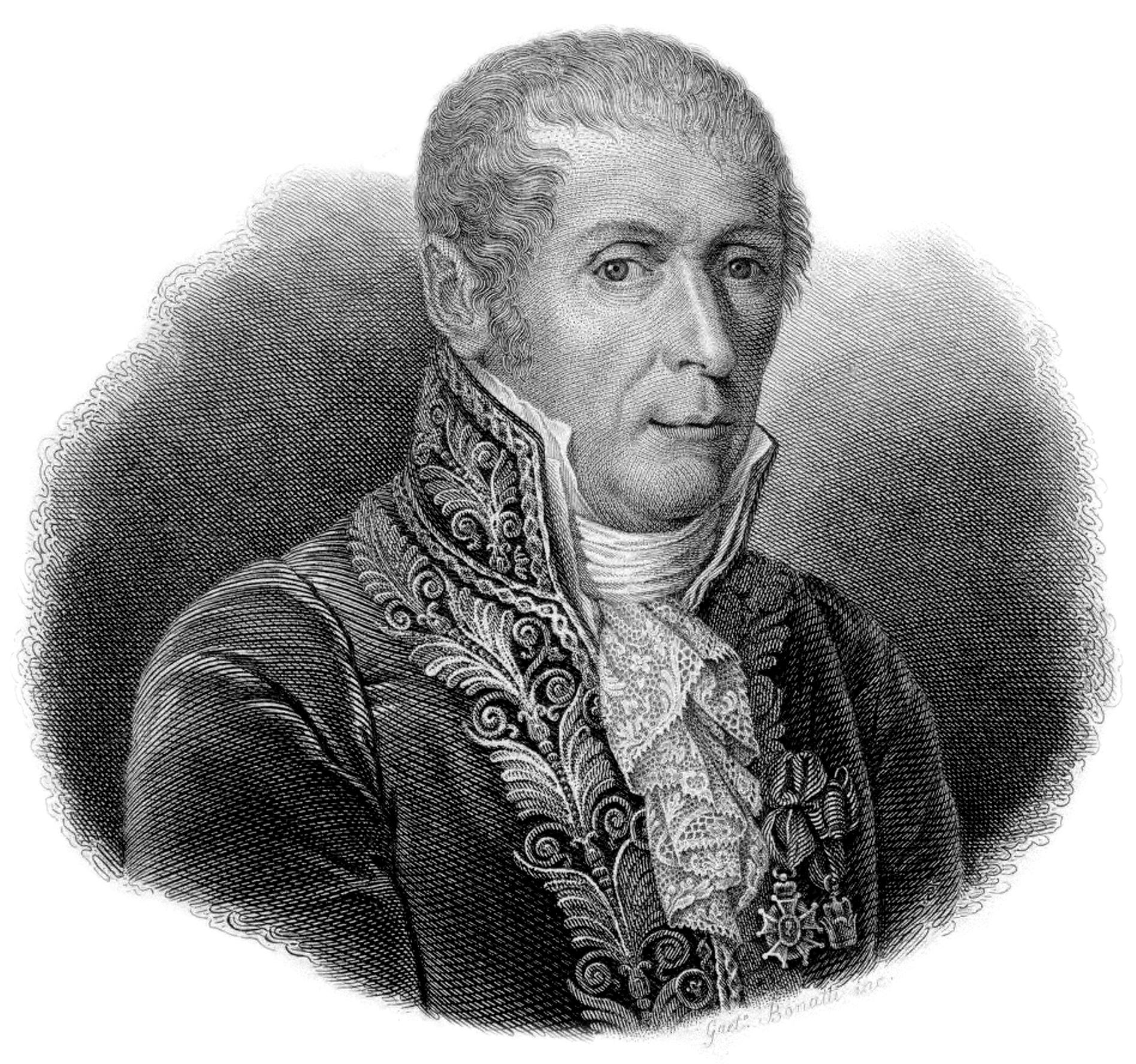
ألساندرو فولتا

انشأ ألساندرو فولتا أول جهاز لإنتاج كمية كبيرة من التيار الكهربائي وسميت بعد ذلك باسم البطارية الكهربائية وذلك في سنة 1800. فاستدعاه نابليون بعدما سمع بإنجازاته سنة 1801، وقد نال العديد من الأوسمة لكفائته في تجاربه بما في ذلك وسام جوقة الشرف.
استخدم ديفي في 1806 حزمة فولطية تحتوي على 250 خلية من البوتاس والصودا المتحللة، وتبين له لاحقا أن تلك المواد هي أكاسيد البوتاسيوم والصوديوم حيث كانت معادن غير معروفة بالسابق. تلك التجارب كانت بداية الكهركيميائية، فالبحث الذي تبناه فاراداي والمتعلق بما أعلن عنه في سنة 1833 بأنه قانون مهم بالمعادلات الكهركيميائية، بمعنى : «إن نفس كمية الكهرباء -هي نفسها التيار الكهربائي- المتحللة كيميائيا تعادل كميات جميع الأجسام التي تخترقها؛ بالتالي فأوزان العناصر التي انفصلت من التحلل الكهربائي تتعادل كيميائيا مع بعضها البعض.» فاستخدام بطارية من 2000 عنصر أو خلية حزمة فولطية لهمفري ديفي سنة 1809 أعطى أول وصف عام لتقوس الضوء الكهربائي وذلك باستخدام الفحم في مكان مفرغ.
ومن المهم ذكره أنه وحتى إلى سنوات طويلة بعد اكتشاف الحزمة الفولطية لم يكن واضحا تشابه الكهرباء الاحتكاكية مع الكهرباء الفولتية التي تم الاعتراف بها بوضوح. وهكذا وإلى شهر يناير 1833 نجد فاراداي يكتب في ورقة عن كهربائية الرعاش الكهربائي التالي: "بعد دراسة تجارب والش ويان إينخنهاوسز وهنري كافنديش وديفي وأخيه د. جون ديفي فإنه لازال في ذهني شك من تطابق كهربائية الرعاش الكهربائي مع مايسمى (الاحتكاك) والكهرباء الفولطية، وافترض أنه لايزال القليل منه في تفكير الآخرين كتفسير لامتناعي من الولوج على طول في الدليل الفلسفي لذلك التطابق. وقد أزيلت جون ديفي الشكوك التي أثارها اخوه السير همفري ديفي. نتائج الأخيرة جائت معاكسة لسابقتها.... وحسب اعتقادي فإن الاستنتاج العام الذي يجب استخلاصه من تلك المجموعة من الحقائق (الجدول يبين التشابه لخصائص هذا التنوع ويسمى الكهربائية) هو أن الكهرباء أيا كان مصدرها هي متطابقة في طبيعتها".
من المناسب ذكره أنه قبل زمن فاراداي لم يكن يعتقد أن يستمد شبيه للكهرباء من مصادر مختلفة، ومن ثم فإن ويليام هايد ولاستون كتب في 1801: «يبدو التشابه في الوسائل التي يمكن أن تظهر كل من الكهرباء والغلفانية (الكهرباء الفولطية) مثيرا للحماس إضافة إلى التشابه المتتبع لتأثيرهما يظهر أن كليهما لهما نفس الأساس، مما يؤكد الرأي الذي سبق أن تقدم به آخرون بأن جميع الاكتشافات المختلفة لتأثير تلك الأخيرة قد تكون نتيجة لكونها أقل كثافة ولكنها تنتج كميات كبيرة». في نفس المقال يصف ولاستون بعض التجارب حيث كان يدخل سلك دقيق جدا في محلول كبريتات النحاس ويمرر خلاله تيارا كهربائيا من جهاز كهربائي. وهذا مثير للاهتمام في ربطه مع ماستخدم لاحقا من أسلاك دقيقة ومنسقة تقريبا في المستقبلات الكهربائية للاسلكي والإبراق.

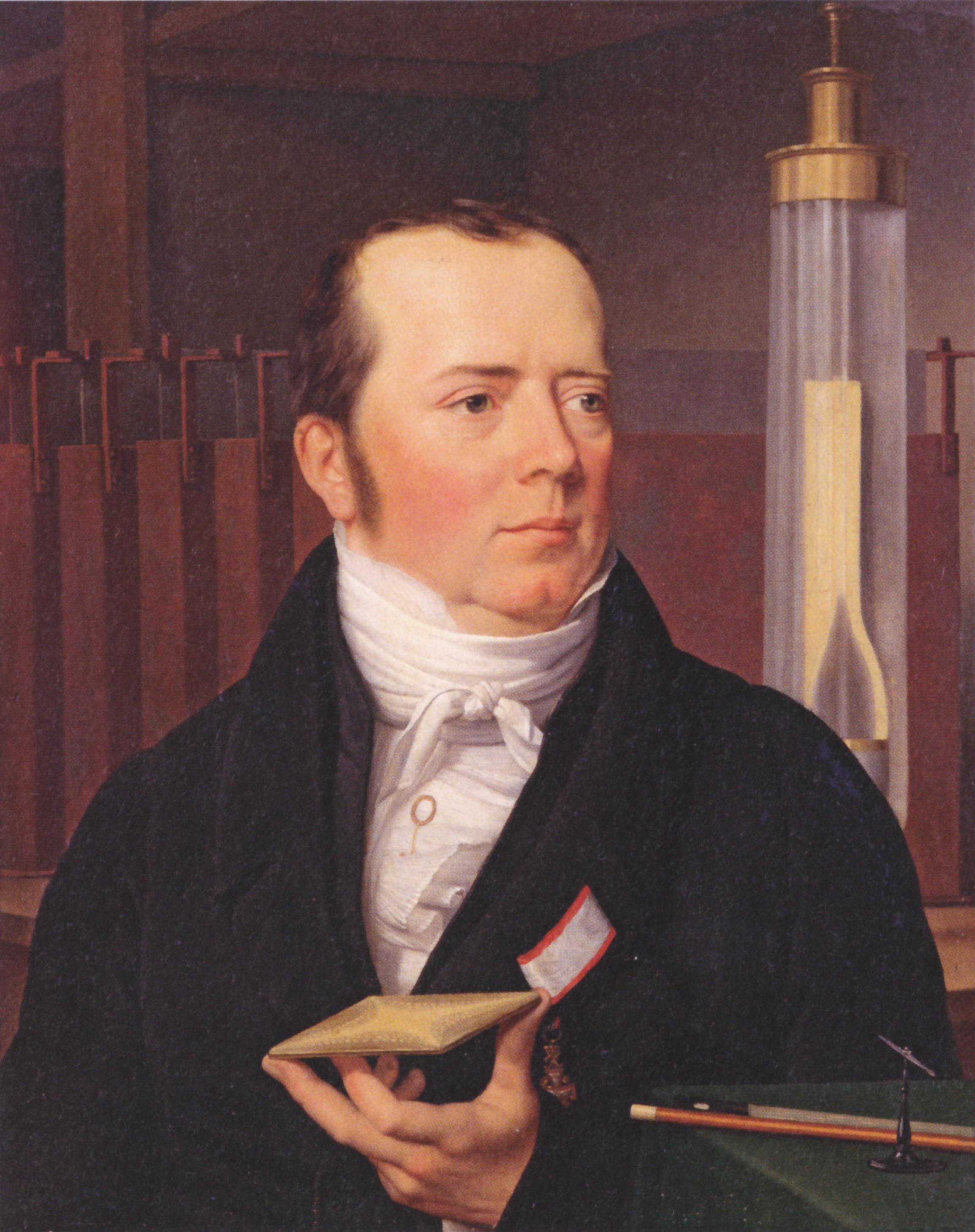
هانز كريستيان أورستد

في النصف الأول من القرن 19 ظهرت عدة إضافات مهمة جدا للمعرفة العالمية ومتعلقة بالكهرباء والمغناطيسية. فعلى سبيل المثال: اكتشف هانز كريستيان أورستد في كوبنهاغن سنة 1819 تأثير انحراف تيار كهربائي على بوصلة مغناطيسية إذا مرر فوقها سلك به تيار كهربائي. أعطى هذا الاكتشاف دليلا على مدى العلاقة الوثيقة بين الكهرباء والمغناطيسية وقد أعقبها أمبير مباشرة بإعلان نظريته المشهورة عن الديناميكا الكهربائية في سنة (1821) المرتبطة بالقوة حيث مايمارسه تيار على الآخر بواسطة التأثير كهرو-مغناطيسي، أي:
- إن كان التيار في الأسلاك المتوازية لدائرة كهربية في اتجاه واحد فإنهما ينجذبان لبعضهما. أما إذا كان التيار متعاكسا فإن الأسلاك تتنافر عن بعضهما.
- في حالة تقاطع أسلاك الدوائر، فإنهما ينجذبان جذبا غير مباشر إذا كان دفق كلا التياران باتجاه نقطة العبور أو قادمين منها، ويتنافران إذا كان أحدهما قادما والآخر متجها إلى تلك النقطة.
- عندما يمارس عنصرا من دائرة قوة على عنصر آخر فإن القوة تميل دائما إلى دفع الآخر باتجاه عمودي أو زاوية قائمة عن اتجاه العنصر الأول.

حول أمبير العديد من الظواهر إلى نظريات عن طريق بحوثه للقوى الميكانيكية بين موصلات تدعم التيار وبين المغناطيس.
اكتشف البروفسور سيبك في برلين سنة 1821 عند تطبيق الحرارة على مقطع من معدنين تم ربطهما بلحام فإنه يتأسس فيها تيار كهربائي. وقد اصطلح على ذلك اسم كهرباء حرارية. ويتكون جهاز سيبك من شريط نحاس مقوسة في نهايتيها وملحوم على صفيحة من البزموت. وتوضع إبرة مغناطيسية بالتوازي مع شريط النحاس. فعندما تطبق حرارة مصباح على المقطع المعدني فإنه يتأسس تيار كهربائي يسبب بانحراف الإبرة.
وفي ذاك الوقت، تحامل سيميون بواسون على صعوبة مشكلة حث المغنطة، وجاء بنظريته، ومع انه أظهرها بشكل مغاير إلا أنها لا تزال أول قيمة تقديرية الأكثر أهمية. كان في انجازه بتطبيق الرياضيات إلى الفيزياء من خدماته للعلم. ربما كانت أكثر ابداعاته وإن كانت الأكثر تأثير في هذا المجال هي مذكراته حول نظرية الكهرباء والمغناطيسية، مما انتج فرعا جديدا اسمه الفيزياء الرياضية.
كتب جورج جرين مقالة عن تطبيق التحليل الرياضي على نظريات الكهرباء والمغناطيسية في عام 1828. المقال عرض عدة مفاهيم هامة، منها مبرهنة مشابهة لمبرهنة جرين الحديثة، فكرة وظائف الجهد المستخدمة حاليا في الفيزياء ومفهوم ما يسمى الآن بدالة جرين. فجورج جرين هو أول شخص انشأ نظرية المنطق الرياضي [الإنجليزية] للكهرباء والمغناطيسية وشكلت نظريته الأساس في عمل علماء آخرين مثل جيمس كلارك ماكسويل ووليام طومسون وغيرهم.
اكتشف بلتيه سنة 1834 أنه عند إمرار تيار كهربائي مستمر في وصلة سلكين معدنيين مختلفين تنخفض درجة حرارة الوصلة أو ترتفع تبعاً لجهة التيار فيها. فإذا مر تيار كهربائي مستمر في دارة كهربائية مكونة من وصلتين لسلكين مختلفين فإن إحدى الوصلتين تبرد والأخرى تسخن. فسمي هذا التأثير باسم تأثير بلتيه وقد ظهر أن الاختلافات في درجة الحرارة تتناسب طرديا مع قوة التيار وليس لمربع قوة التيار كما هو في السخونة بمقتضى مقاومة موصل عادية. فالقانون الثاني هو قانون C^2R‏ قد اكتشفه الفيزيائي الإنجليزي جول تجريبيا سنة 1841. وبعبارة أخرى، فهذا القانون يقول: الحرارة المتولدة في سلك نتيجة جريان تيار كهربائي فيه متناسبة مع حاصل ضرب مقاومة السلك في مربع التيار.
وفي سنة 1822 ابتكر يوهان شفايغر أول جلفانومتر، ثم طوره فيبر بعد ذلك كثيرا (1833). وفي 1825 اخترع الإنجليزي وليم سترجيون قضيب كهرومغناطيسي مستقيم وعلى شكل حدوة حصان، وقد نال لذلك الميدالية الفضية من جمعية الفنون. وفي سنة 1837 اخترع كلا من غاوس وفيبر معا (كليهما مشهوران في تلك الفترة) جلفانومتر عاكس لأغراض التلغراف. كان تلك بداية الظهور لعاكس تومسون وغيرها من الجلفانومترات ذات الحساسية المطلقة التي استخدمت لأول مرة في إشارات الغواصات وكذلك استخدمت وعلى نطاق واسع في المقاييس الكهربائية. وفي سنة 1824 تمكن أراغو من تحقيق اكتشاف المهم عندما جعل قرصا من النحاس يدور حول نفسه، ثم علق ابرة ممغنطة حرة الحركة على محور فوق القرص فلاحظ ان الإبرة تدور مع القرص. وكذلك إن كانت الإبرة ثابتة فإنها تحاول الدوران مع حركة القرص. وسمي هذا التأثير بدوران أراغو.

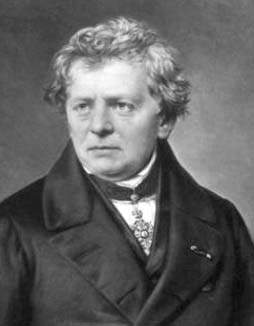
جورج سيمون أوم

جرت محاولات عديمة الجدوى من تشارلز بابيج وبيتر بارلو وجون هيرشل وغيرهم لشرح تلك الظاهرة. ولكن الشرح الصحيح كان قد حفظ لفاراداي، وهو أن نشأة التيار الكهربائي في قرص النحاس يكون بسبب قطع خطوط مغناطيسية القوة للإبرة مما يتفاعل التيار بدوره في تلك الإبرة. واشتغل جورج أوم في تفسير ظاهرة المقاومة في 1825 و 1826 ونشر نتائج عمله في 1827 بكتاب Die galvanische Kette, mathematisch bearbeitet‏. وقد ألهمت تلك النتائج فورييه في عمله في توصيل الحرارة عند شرحه النظري. وعند عمله المختبري استخدم في البداية بطارية فولطية، ولكنه استخدم بعدها مزدوجة حرارية كي يتمكن من الحصول على مصدر جهد أكثر استقرارا من حيث المقاومة الداخلية وفرق الجهد المستمر. واستخدم الجلفانومتر لقياس التيار، ومع أنه يعلم أن التيار الكهربائي بين طرفي المزدوجة الحرارية تتناسب طرديا مع حرارة المقطع، إلا أنه أضاف أسلاك فحص بأطوال وأقطار متعددة ومن معادن مختلفة لإكمال الدائرة. فوجد أن بإمكانه صياغة المعلوماة المعطاة من خلال معادلة بسيطة من قراءات مرتبة ومتعددة من الجلفانومتر وطول سلك الفحص ودرجة حرارة مقطع المزدوجة الحرارية بالإضافة إلى ثابت في اجمالي المنظومة. من هذا كله حدد أوم قانونه التناسبي ونشر نتائجه، ثم أعلن سنة 1827 القانون الشهير الذي يحمل الآن اسمه وهو:
تمكن أوم من حل العديد من الحقائق المحيرة التي تربط القوة الكهروحركية مع التيار الكهربائي بالموصلات، حيث كان نجاح جميع كهربائيين السابقين نجاحا محدودا بإعطائهم تصريحات غامضة نوعا ما لحلول فضفاضة ونوعية. ووجد أوم أنه بإمكان تلخيص النتائج إلى قانون بسيط كقانونه، فاكتشاف أوم جعل جزءا كبيرا من نطاق الكهرباء مرفقا بتلك النظرية.

### فاراداي وهنري

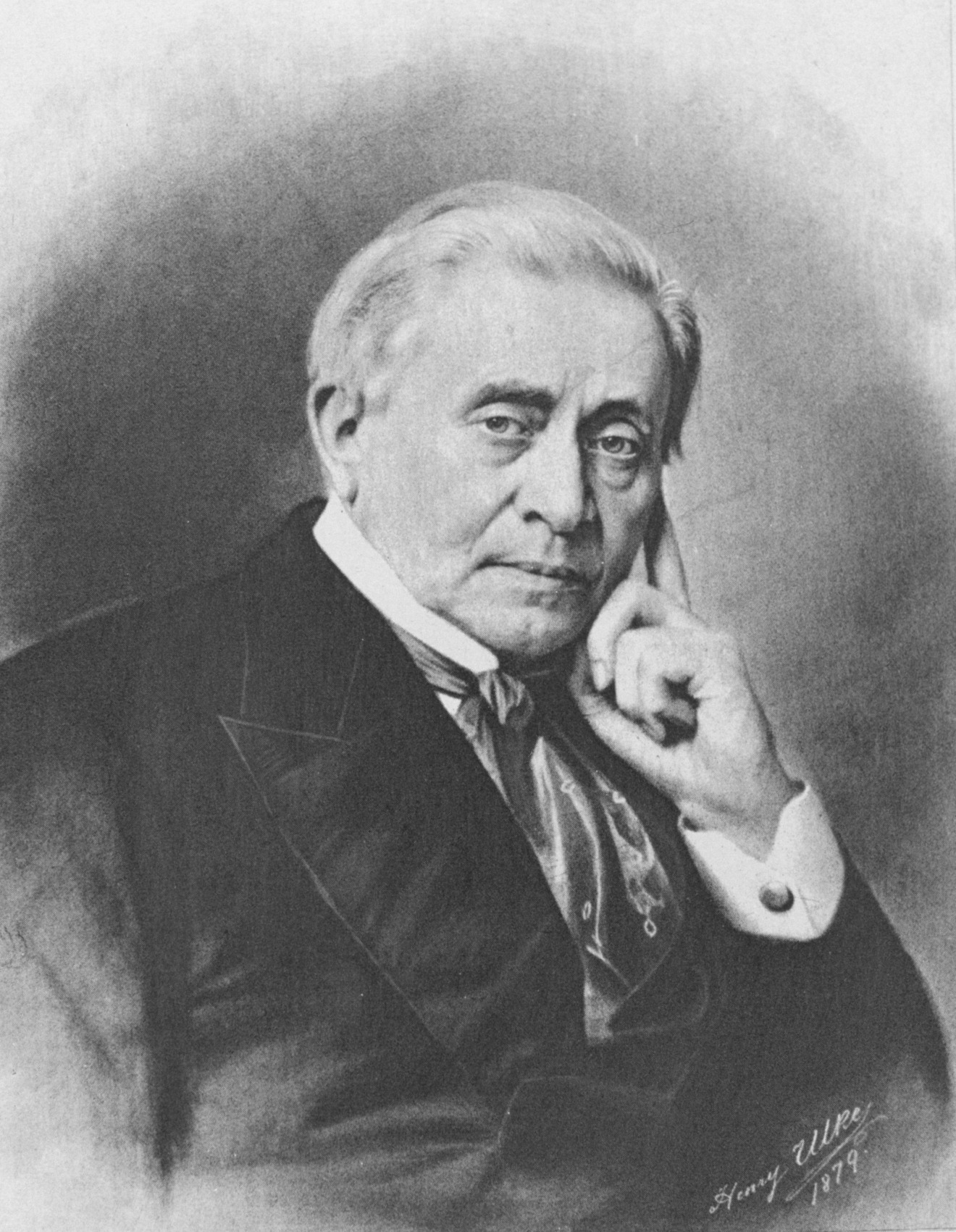
جوزيف هنري

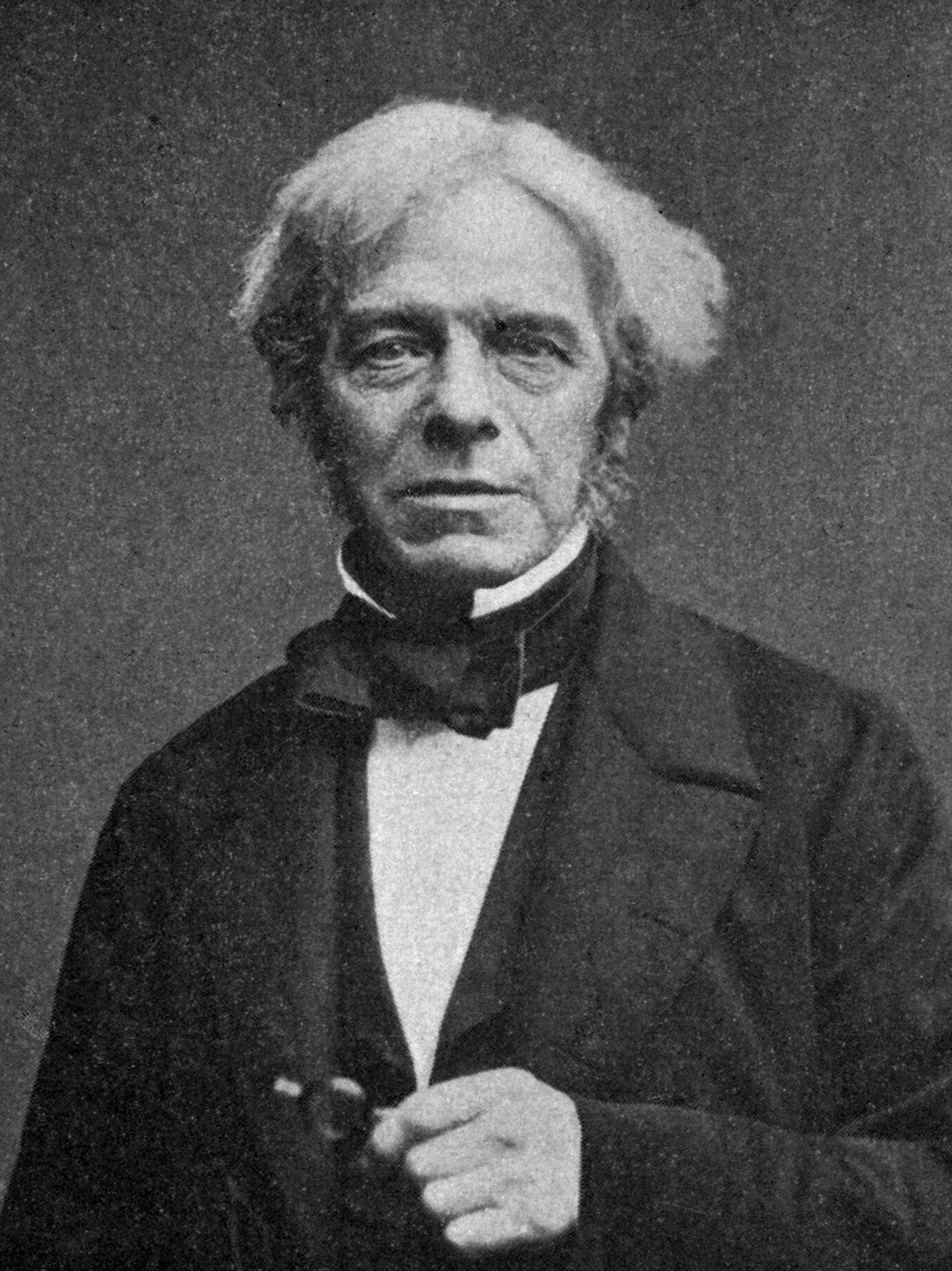
مايكل فاراداي

كان اكتشاف التخليق الكهرومغناطيسي قد تم ما بين مايكل فاراداي وجوزيف هنري في وقت متقارب كل على حدة. في حين أن نتائج فاراداي قد سبقت نتائج هنري، ولكن هنري كان هو السباق في استخدامه مبدأ المحولات. وظهر اكتشاف هنري في الحث الذاتي وعمله في الموصلات اللولبية باستخدام وشائع النحاس سنة 1835، أي قبل اكتشاف فاراداي.
دشن فاراداي سنة 1831 عهدا جديدا للأبحاث بما يتعلق بالتأثير الكهربي والحث الكهرومغناطيسي عندما رأس المؤسسة الملكية في لندن خلفا للإستاذه همفري ديفي. فأبحاث أمير التجريبيين الرائعة حول الكهرباء الساكنة والكهرودينامكية وتأثير التيار قد استغرقت منه فترة طويلة للانتقال من حالة التجريبية الخام إلى النظام التعاقدي أو الجماعي، مبديا عن الروح الحقيقية. فلم يكن فاراداي مختصا بالرياضيات، ولكن لو كان كذلك لكان ساعده كثيرا في أبحاثه، ووفر على نفسه كثيرا من التكهنات غير المجدية وماتبعها من عمل. وسيكون مطلعا على نظرية أمبير كمثال على ذلك، إلا ان نتائجه قد قادت بسهولة إلى ظهور نظرية نيومان، والأعمال المرتبطة بهلمهولتز وطومسون.
توسعت دراسات وبحوث فاراداي خلال الفترة 1831 - 1855 وقد جمع تجاربه وتكهناته واستنتاجاته في وصف مفصل له بحيث يمكن العثور عليها اوراق جمعها وعنونها باسم «الأبحاث التجريبية في الكهرباء». وقد احترف فاراداي مهنة الكيمياء، ولم يكن ذا باع قوي في الرياضيات بالمعنى العادي—بل هو السؤال إن كان هناك أي صيغة رياضياتية في كتاباته.
التجربة التي قادت فاراداي إلى اكتشاف الحث الكهروستاتيكي كانت كالتالي: انشأ ماأطلق عليه لاحقا بملف الحث، حيث كان السلكين الأولي والثانوي ملتفين ببعضهما البعض ومعزولين حول بكرة خشبية. ووضع في دائرة السلك الأولي بطارية بها 100 خلية، ووضع جلفانومتر في السلك الثانوي. فلم يلاحظ أي نتيجة في التجربة الأولى، حيث بقي الجلفانومتر ساكنا، ولكن عندما ازداد طول الأسلاك بدا الجلفانومتر بالانحراف في السلك الثانوي عندما توصل دائرة السلك الأولي ثم تقطع. وكانت تلك هي الملاحظة الأولى لتطور قوة الدفع الكهربائي عن طريق الحث الكهرومغناطيسي.
وقد اكتشف أيضا أن هناك تيارات مستحثة تنشأ في الدائرة المغلقة الثانية عندما تتغير قوة التيار في السلك الأول، ويكون اتجاه التيار في الدائرة الثانوية معاكسا لما في الدائرة الأولى. إضافة إلى أن تيارا ينشا في الدائرة الثانوية عندما تحمل دائرة أخرى التيار من وإلى الدائرة الأولى، وعندما تقرب قطعة من المغناطيس أو تبعد من وإلى دائرة مغلقة سيحدث تيارات لحظية في الدائرة. ففي غضون بضعة أشهر التالية اكتشف فاراداي خلال التجارب تقريبا جميع القوانين والحقائق المعروفة عن الحث الكهرومغناطيسي والحث المتبادل. بناء على تلك الاكتشافات -مع استثناء نادر جدا- فقد اعتمد عليها تشغيل الهاتف والدينامو وبالصدفة آلات الدينامو الكهربائية وعمليا جميع الصناعات الكهربائية العملاقة في العالم، بما فيها الإضاءة الكهربائية وجر القاطرات بالكهرباء وتشغيل المحركات الكهربائية لأغراض الطاقة والطلاء بالكهرباء والطباعة الكهربائية وغيرها.
وفي بحثه عن التصرف الغريب لبرادة الحديد التي ترتب نفسها في الورق المقوى أو الزجاج عند تقريب أقطاب المغناطيس إليها، تصور فاراداي فكرة «خطوط القوة» المغناطيسية التي تمتد من قطب مغناطيسي إلى القطب الآخر وعلى الامتداد الذي رسمته برادة الحديد. وعلى هذا الاكتشاف ظهر ان الآثر المغناطيسي يلازم طريق التيار الكهربائي في السلك، فافترض أن خطوط قوة مغناطيسية مماثلة تحوم حول السلك. فتسهيلا لعمله وليعلل تلك الكهرباء الناجمة افترض أن تلك خطوط القوة «تنقطع» عند تمرير أسلاك عليها أو أنها تقطع الأسلاك عند ارتفاعها أو انخفاضها فيتوسع التيار الكهربائي، ولنكون أكثر دقة فإن القوة الدافعة الكهربائية في الأسلاك تتوسع بحيث يتحدد التيار في دائرة مغلقة. ثم بعد ذلك طور فاراداي ما اصطلح على تسميته بنظرية الجزيئية الكهرباء. التي افترض فيها أن الكهرباء هي مظهر لحالة متميزة لجزيء جسم ما تعرض للفرك أو أنه الأثير المحيط بذات الجسم. كما أنه ومن خلال التجارب اكتشف المغناطيسية المسايرة والمغناطيسية المعاكسة، والتي تعني أن المغناطيس يجذب أو ينفر جميع المواد الصلبة والسائلة. على سبيل المثال: الحديد والنيكل والكوبالت والمنغنيز والكروم وغيرها هي مواد مغناطيسية مسايرة (تنجذب للمغناطيسية)، بينما هناك مواد أخرى مثل البزموت والفوسفور والزنك والأنتيمون وغيرها تنفر من المغناطيسية أو لانفاذية مغناطيسية.
وقد تم اكتشاف ضعف النفاذية المغناطيسية للبزموت والأنتيمون قبل فاراداي، حيث اكتشفه كلا من بروجان سنة 1778 وليبياليف وبيكوريل سنة 1827. وينسب إليه اكتشاف ظاهرة الحث الكهرومغناطيسي في سنة 1831 مع إنه لربما توقع الظاهرة فرانسيسكو زانتيديتشي في 1829. وتوقع أيضا تأخر إشارات الكابلات البحرية في المسافات الطويلة بسبب تأثير الحث لعزل الكابل، أو بعبارة أخرى السعة الثابتة للكابل.
أتت السنوات ال 25 التي تلت الاكتشافات فاراداي في الحث الكهربائي ثمارها في نشر القوانين والحقائق المرتبطة بالتيارات والمغناطيسية المستحثة. ففي سنة 1834 أظهر هنريش لنز وموريتز فون جاكوبي كلا على حدة حقيقة مألوفة حاليا وهي أن التيار المستحث في الملف يتناسب طرديا مع عدد اللفات. كما وضع لنز قانونه المهم الذي ينص على: «تغيير التدفق المغناطيسي داخل وشيعة من موصل كهربائي يؤدي إلى جهد محث كي يولد التيار من خلاله حقلا مغناطيسيا الذي يتوجه بعكس تغيير الدفق المغناطيسي المسبب له»، وربما هو القانون الذي استخلص من تفسير فارادي لدوران أراغو.
كان نيكولاس كالان هو أول من صمم ملف الحث في سنة 1836. وفي 1845 نشر الفيزيائي الأمريكي جوزيف هنري تقريرا مهما عن ابتكار مغنطیس كهربائي أكثر قوة بلف عدة طبقات من الأسلاك المعزولة حول قطعة من الحدید. ثم طور هاينريش رمكورف ملف الحث، فأعطي ملف رومكورف براءة اختراع سنة 1851، وقد استخدم ملفات طويلة من الأسلاك النحاسية ليحصل على شرارة طولها 2 انش (50 ملم). وفي 1857 وبعد فحص نسخة محسنة كثيرا قدمها المخترع صمويل ادوارد ريتشي حسن رومكروف تصميمه وذلك باستخدام الزجاج العازل وابتكارات أخرى للسماح لإنتاج شرارة تكون أطول من 300 مليمتر (12 بوصة).

### أواسط القرن
| ”          | تضيف نظرية الضوء الكهرطيسية إلى النظرية الموجية القديمة مجالا واسعا من الأهمية وفائدة تجاوزت كل الحدود، إنه يتطلب منا ليس فقط تفسير ظاهرة كل من الضوء والإشعاع الحراري عن طريق الموجات العرضية للاثير ذات الصلابة المرنة، ولكن تشمل أيضا تيار الكهرباء لمغناطيسية دائمة لكل من الصلب وحجر المغناطيس للقوى المغناطيسية والقوى الكهروستاتيكية في نظريات الأثير الشاملة." | “ |
| —لورد كلفن | |   |

يمكن القول أن العلوم الكهربائية حتى منتصف القرن 19 بل حتى سني 1870 كانت إلى غالبية من عملوا بالكهرباء أشبه بكتاب مغلق. وقد نشرت قبلها عددا من الكتيبات عن الكهرباء والمغناطيسية، مثل كتاب اوغست دو لاريف اطروحة عن الكهرباء المفصلة (بالفرنسية) سنة 1851 و (بالإنكليزية) في 1853؛ وآوغست بير في Einleitung in die Elektrostatik, die Lehre vom Magnetismus und die Elektrodynamik وفيدمان في Galvanismus ورايس في "Reibungsal-elektricitat". وقد تألفت هذه الأعمال بصفة رئيسية عن تفاصيل تجارب الكهرباء والمغناطيسية، ولكن تندر فيها القوانين وتفسير حقائق تلك الظواهر. وقد نشر هنري دي ابريا نتائج بعض الأبحاث عن قوانين التيار المستحث، ولكن تلك النتائج لم تكن مثمرة جدا بسبب تعقيدات الفحص. ونشر فليمنج جنكن أواسط القرن 19 عمله المسمى «الكهرباء والمغناطيسية» ومن ثم نشر ماكسويل إطروحته عن الكهرباء والمغناطيسية.
وقد خرجت تلك الكتب عن طريقها المألوف، كما ذكر جنكن في مقدمة عمله حيث كان العلم في المدارس يختلف كثيرا عما يظهر في التجارب العملية الكهربائية والتي كان من المستحيل تماما إعطاء الطلبة كفايتهم من كتب الدراسة. قد يتقن الطالب -كما يقول- اطروحة دي لاريف الكبيرة والقيمة إلا أنه لا يزال يشعر كما لو انه في بلد لا يعرفه، ويستمع إلى لغة لا يفهمها من مجموعة من الرجال العمليين. وبعد ظهور كتب جنكن وماكسويل أزيلت جميع العوائق أمام طلبة الكهرباء، فقال أحد الكتاب:«لقد توضح لنا المعنى الكامل لقانون أوم؛ واصبح بالإمكان قياس القوة المحركة الكهربائية وفرق الجهد والمقاومة والتيار والسعة وخطوط القوة والجذب المغناطيسي والكيميائي، وبالإمكان معرفة مسببها وإجراء العمليات الحسابية المتعلقة بها بنفس دقة حساب الديناميكية».
نشر كيرشوف سنة 1850 قوانينه المتعلقة بالدوائر المتفرعة والمقسمة. كما أظهر حسابيا ووفقا للنظرية الكهروديناميكية السائدة ذلك الحين أن سرعة الكهرباء المنتشرة في اسلاك كاملة التوصيل تكون بسرعة الضوء. وقد قام هلمهولتز بالتحقيق رياضيا في تأثير الحث على قوة التيار واستخلص منها معادلات أكدتها التجارب، والتي تبين انها مع نقاط أخرى تأثير تأخير الحث الذاتي في ظروف معينة للدائرة.

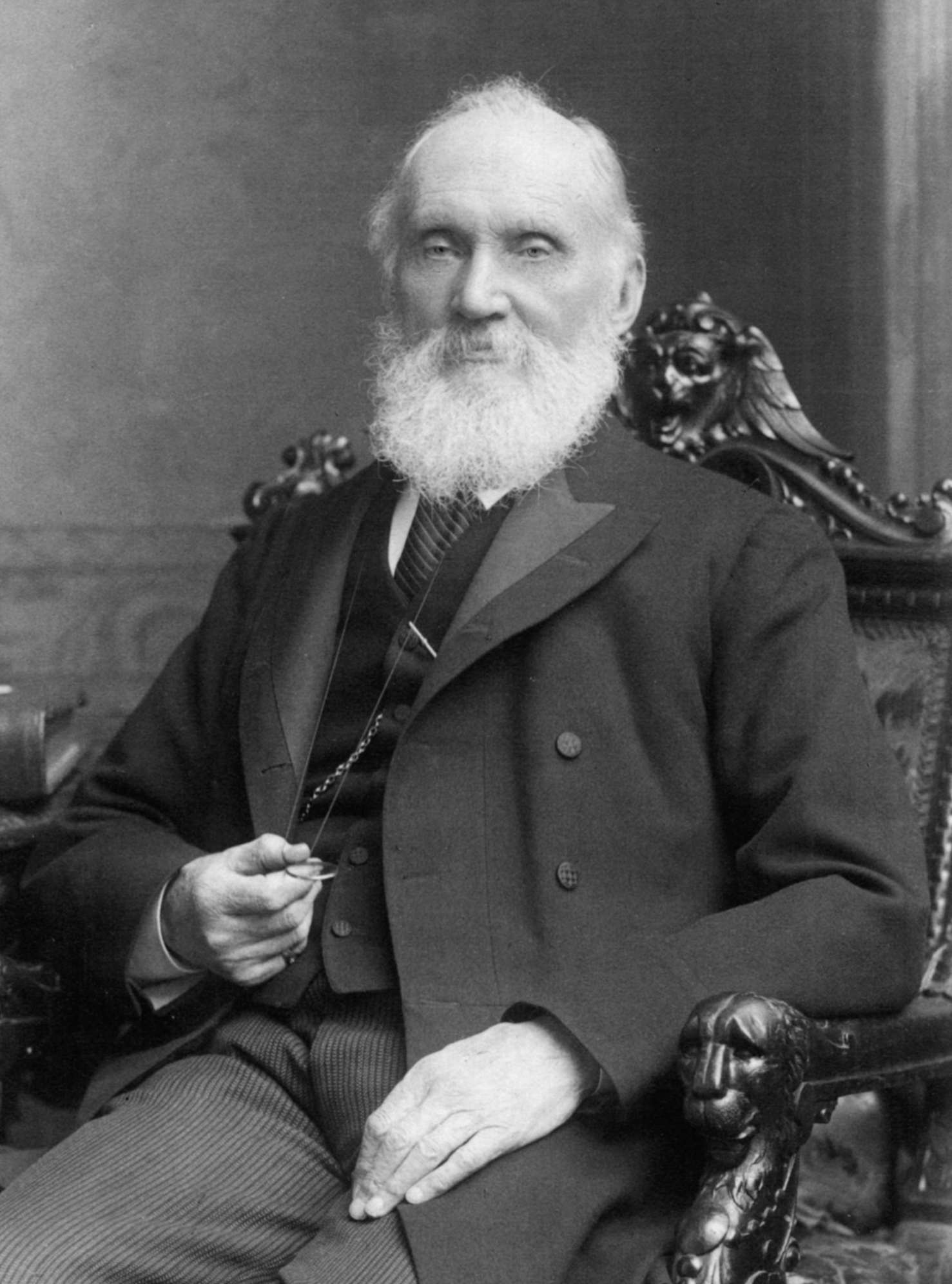
السير وليام طومسون

تنبأ السير وليام طومسون (اللورد كالفن لاحقا) سنة 1853 نتيجة لعمليات حسابية عن الطبيعة المتذبذبة للتفريغ الكهربائي في دائرة المكثف. ولكن يعود الفضل إلى هنري عندما ميّز ذلك في تجاربه سنة 1842 عن طبيعة التفريغ المتذبذبة لقارورة ليدن. فقد كتب: تتطلب الظواهر منا أن نعترف بوجود تفريغ رئيسي في اتجاه واحد، ولها حركات انعكاسية تكون جيئة وذهابا، كل واحد يضعف أكثر من سابقه حتى يحصل التوازن. ولاحظ فدرسين تلك التذبذبات مرة أخرى سنة (1857) حيث استخدم مرآة مقعرة دوارة ترسم صورة عن شرارة كهربائية على لوحة حساسة، وبتلك الطريقة حصل على صورة فوتوغرافية للشرارة حيث اشارت بجلاء طبيعة التناوب لهذا التفريغ. ويعتبر السير وليام طومسون أيضا أنه مكتشف الحمل الكهربائي للحرارة (مايسمى تأثير تومسون)، حيث قام بتحسين المقاييس الكهربائية بحيث من الدقة صمم إلكترومتر رباعي متكامل، وله الفضل في تصميم الجلفانومتر العاكس ومسجل السيفون اللذان يطبقان في إشارات الكابلات البحرية.
وفي سنة 1876 وصف البروفيسور هنري رولاند من بالتيمور حقيقة مهمة أن الشحنة المحمولة الثابتة تنتج نفس التأثير المغناطيسي للتيار الكهربائي. ويكمن أهمية هذا الاكتشاف في أنه قد يعطي قبولا للنظرية المغناطيسية، والتي هي قد تكون نتيجة حركة موجهة لصفوف من الجزيئات تحمل شحنة ستاتيكية.
بعد اكتشاف فاراداي أمكن تطوير التيار الكهربائي في السلك عن طريق التسبب في قطعه عبر خطوط القوة المغناطيسية، وكما كان متوقعا فقد بذلت محاولات لصنع آلات للاستفادة من تلك الحقيقة في تطوير التيار الفولتي. وأول آلة من هذا الباب تم خلال هيبوليت بيكسي سنة 1832، حيث تتألف من سلكي حديد ملتفين على قطبي مغناطيس بشكل حدوة حصان، وبذا ينتج منها تيار متردد في السلك الملفوف، وهيأ بيكسي جهاز مبادل (مبادل كهربائي) يحول التيار المتردد الناتج من الملف أو الإطار الحامل إلى تيار مباشر في الدائرة الخارجية. وأعقب هذا الجهاز أشكال محسنة من الآلات كهرو-مغناطيسية عن طريق كلا من ريتشي وساكستون وكليرك سنة 1834، وستوهرر 1843 وفلوريس نوليت 1849 وشيبارد 1856 وفان مالديرن وسيمنز وهنري وايلد وآخرين.
في سنة 1866 تمكن س.أ. فارلي من احراز تقدم ملحوظ في فن صناعة الدينامو. ثم اكتشف كلا من الدكتور تشارلز ويليام سيمنز وتشارلز ويتستون كلا على حدة أنه عندما تدور لفة من الأسلاك أو تدريع دوار لآلة الدينامو بين قطبي أو «مجال» لمغناطيس كهربائي، ينشأ تيار ضعيف في الملف بسبب المغناطيسية المتخلفة في حديد الكهرومغناطيس، وإذا كانت دائرة العمود الدوار موصلة بدائرة الكهرومغناطيس فإن التيار الضعيف في العمود يزداد مما يرفع من المغناطيسية داخل المجال. وهذا يزيد من خطوط القوة المغنطيسية حيث يدور العمود، فيزداد تيار الكهرومغناطيس وبالتالي ينتج زيادة متوافقة في مغناطيسية المجال المقابل. ويستمر ذلك حتى تصل الآلة إلى أقصى مايمكنها إنتاجه من القوة المحركة الكهربائية. وعلى هذا الأساس أمكن تطوير مجال مكائن الدينامو المغناطيسي، مما زاد من كفاءتها وفائدتها الاقتصادية. ليس بكل الأحوال، فقد كانت آلة الدينامو الكهربائية متكاملة في ذلك الوقت.
وقد احرز الدكتور انطونيو باسينوتي من بيزا سنة 1860 تقدما مهما عندما ابتكر أول آلة كهربائية ذات تدريع مدور (ring armature). تلك الآلة هي أول محرك كهربائي تم استخدامه، إلا أنها استخدمت بعد ذلك كمولد للكهرباء. وُصف اكتشاف أساسيات مقلوبية آلة الدينامو الكهربائي باستخدامها محرك كهربائي وأيضا مولدا للكهرباء بأنه أحد أهم اكتشافات القرن التاسع عشر (ساهم فيها كلا من: والن 1860؛ وباسينوتي 1864؛ وفونتين وغرام 1873؛ ودبريز 1881 وغيرهم).
ثم في سنة 1872 ابتكر فريدريك ألتنيك التدريع الإسطواني (drum armature)، واستنبط منها بعد ذلك ما يسمى بدينامو سيمنز. وتلى ذلك اختراعات لشوكيرت وجولتشر وفين، وبرش وهوجهاوزن واديسون ومخترعين آخرين لآلات الدينامو. كانت بنية آلات الدينامو في بداية الأمر مجهزة بالأساس أن تكون مولدات للتيار المستمر، وكان أهم تطبيق لتلك الآلات في ذلك الوقت هو الطلاء الكهربائي، وقد استخدمت تلك الآلات المقصودة بسبب جهدها المنخفض وقوة تيار عالية.
وفي حوالي 1887 انتشر على نطاق واسع مولدات التيار المتردد من حيث تشغيلها وتطوير محولاتها تجاريا عن طريق تحويل الجهد المنخفض وقوة تيار عالي إلى جهد عالي وتيار منخفض والعكس بالعكس مع بداية ثورة نقل الطاقة الكهربائية لمسافات بعيدة. وكذلك كان ظهور المحول الدوار (بربطه بمحول خفض الفولتية) الذي يحول التيار المتردد إلى مستمر (والعكس بالعكس) قد مهد بتأثر الاقتصاديات الضخمة بعملية أنظمة الطاقة الكهربية.
قبل إدخال آلات الدينامو الكهربائية كانت البطاريات الجلفانية أو الابتدائية تستخدم في طلاء بالكهرباء والبرقيات. وهناك نوعين من تلك الخلايا وهما المفتوح والمغلق أو الثابت. النوع المفتوح هو النوع الذي يعمل في دائرة مغلقة ويصبح مستقطبا بعد فترة: بحيث تتحرر الغازات في الخلية وتستقر على اللوح السالب فتأسس مقاومة تقلل من قوة التيار. لذا يتم إزالة الغازات من تلك الدائرة المفتوحة أو سحبها بعدها بفترة كي تبقى الخلية جاهزة مرة أخرى. أما الخلية المغلقة فهي التي يتم فيها امتصاص الغازات عند تحررها في الخلايا، وبالتالي تنتطم مخرجات الخلية فلا تتغير. وأقرب أمثلة للخلايا المفتوحة والمغلقة هما بالتوالي خليتي لاكلانشه ودانيال الجلفانية. وينتشر استخدام الخلايا المفتوحة بالزمن الحالي لاسيما على شكل (بطاريات جافة). أما بطاريات دانيال أو خلايا النقل النوعي فقد استخدمت في الولايات المتحدة وكندا كمصدر طاقة للتلغراف ذلك قبل ظهور آلات الدينامو، ولا تزال إلى الآن تستخدم في هذه الخدمة. من أنواع بطاريات النقل النوعي  مايسمى خلية أديسون-لالند وتستخدم إلى الآن في أنظمة الدوائر المغلقة.
ظهر في أواخر القرن 19 مصطلح أثير مضيء والذي يعني أثير حامل للضوء، وهو وسط تخميني لانتشار الضوء. وأصل تلك الكلمة يوناني αιθήρ ثم انتقل إلى اللاتينية وتعني أوقد أو أحرق أو لمع. فإنه يدل على المادة التي كان يعتقد في العصور القديمة أنها تملئ النطاق العلوي من الفضاء أي ماوراء الغيوم.

### ماكسويل

جيمس كليرك ماكسويل.

وفي سنة 1864 أعلن جيمس كلارك ماكسويل الآتي من ادنبره نظريته الكهرطيسية عن الضوء والتي تعتبر أعظم خطوة معرفية في علوم الكهرباء. وقد درس ماكسويل المجال الكهربائي والمغناطيسي منذ سنة 1855/56 وعلق عليها في بحث عن طبيعة المجالات الكهرطيسية في ورقة علمية من جزءين نشرها سنة 1861 بعنوان «عن خطوط فاراداي للقوى» (بالإنجليزية: On Faraday's lines of force) تليت في الجمعية الفلسفية بكامبردج، حيث عرضت الورقة نموذج مبسط لعمل فاراداي وكيف أن هناك علاقة بين الظاهرتين، وقد اختزل كل تلك العلوم إلى مجموعة مترابطة من معادلات التفاضل من 20 معادلة في 20 متغير. وقد نشر هذا العمل في مارس 1861 تحت اسم:«عن الخطوط الفيزيائية للقوى» (بالإنجليزية: On physical lines of force). ولكي تحدد القوة الفعالة في أي جزء من الآلة يجب أن نحدد الزخم ومن ثم نحسب معدل تغييره. معدل التغير هذا يعطينا القوة. وكان لاغرانج أول من قدم تلك الطريقة الضرورية في الحساب، ثم طورتها معادلات هاملتون مع بعض التعديلات، وسميت بمبدأ هاملتون [الإنجليزية]. وعندما تستخدم تلك المعادلات بصيغتها الأصلي فإنها تعرف بمعادلات لاغرانج. اما ماكسويل فقد بدأ منطقيا أن بإمكانه تطبيق تلك الأساليب الحسابية على المجال الكهرومغناطيسي. فطاقة النظام الحركي هي جزئيا حركية والآخر جهد كامن. فافترض ماكسويل أن الطاقة المغناطيسية للمجال هي طاقة حركية والطاقة الكهربائية هو الكمون.
وفي سنة 1862 تمكن ماكسويل من حساب سرعة انتشار المجال الكهرومغناطيسي خلال محاضرة في كلية الملك، فوجد أنه نفس سرعة الضوء، واعتبر ان ذلك مجرد صدفة وعلق على ذلك «بأنه من الممكن تجنب الإستنتاج أن الضوء يكمن فيه موجات عرضية من نفس الوسط الذي يسبب ظاهرتي الكهرباء والمغناطيس». وللعمل أكثر على حل تلك المشكلة، فقد أظهر ماكسويل أن المعادلات تتنبأ بوجود موجات من المجالات الكهربية والمغناطيسية المتأرجحة التي تنتقل بالفراغ بسرعة يمكن حسابها بتجارب كهربية بسيطة -حسب المعطيات في ذلك الوقت- فحصل ماكسويل على سرعة 310,740,000 م/ث. واستنتج من أن الضوء نفسه يتألف من موجات كهرطيسية.
كتب ماكسويل في ورقته نظرية الديناميكية للحقل الكهرومغناطيسي سنة 1864: توافق النتائج يظهر أن الضوء والمغناطيسية مرتبطان بأساس واحد، وأن الضوء هو انتشار كهرومغناطيسي مضطرب عبر المجال حسب القوانين الكهرطيسية. وكما هو ملاحظ مع فاراداي وقبله أمبير وغيرهما عن محدودية المعرفة أن أثير الفضاء المضيء كان وسيلة لعملية كهربائية. ومعروف أيضا بالحساب والتجربة أن سرعة الكهرباء هي 186,000 ميل\الثانية وهذا يعادل سرعة الضوء، وهو بحد ذاته يعطي فكرة وجود علاقة بين الكهرباء و«الضوء». وهناك عدد من الفلاسفة أو الرياضياتيين السابقين كما وصفهم ماكسويل في القرن 19 أخذوا بالرأي القائل أنه يمكن تفسير الظواهر الكهرطيسية عن طريق التأثير عن بعد.